# Mercedes-Benz L 1113
Der Mercedes-Benz L 1113 ist ein mittelschwerer zweiachsiger Lastwagen der Marke Mercedes-Benz, der von der Daimler-Benz AG im Mercedes-Benz-Werk Mannheim gebaut wurde. Die Produktion des zunächst als L 322 bezeichneten Fahrzeuges wurde 1959 aufgenommen, 1963 folgte die Umzeichnung in L 1113. Produziert wurde der L 1113 bis 1984. Den L 1113 gibt es als Pritschen- und Kipper-Lkw mit und ohne Allradantrieb sowie als Zugmaschine und als Fahrgestell für Sonderaufbauten. Auch eine Frontlenkervariante wurde als LP 1113 gebaut.

## Fahrzeughistorie
Der L 1113 entstand aufgrund der Seebohm’schen Gesetze. Zielsetzung Daimler-Benz’ war es, den Lkw möglichst leicht und mit möglichst großer Ladefläche zu bauen, ohne einen Frontlenker-Lkw zu konstruieren, da es Ende der 1950er-Jahre nicht absehbar war, ob sich der Frontlenker auf Dauer bei den Kunden durchsetzen würde. Also entschied man sich für den Kompromiss des Kurzhaubers, der die Vorteile eines Haubenlenkers hat, aber weitaus mehr Zuladung und Ladefläche bietet. Im März 1959 wurde der zunächst als L 322 bezeichnete Lkw der Presse vorgestellt. Es war zusätzlich direkt ab Werk eine Frontlenkervariante lieferbar, vorige Fronktlenker-Lkw von Mercedes-Benz waren nur als Fahrgestelle ausgeliefert worden und von externen Firmen mit einer Karosserie versehen worden.
Die Motorisierung des L 322 erfolgte von 1959 bis 1961 mit Motoren der Baureihe OM 321, die 110 PS / 81 kW leisten. Ihnen folgten ab 1961 Motoren der Baureihe OM 322, deren Leistung zunächst 126 PS / 93 kW betrug. Ab 1963 wurden die Fahrzeuge umgezeichnet in L 1113. Die ersten beiden Zahlen geben die Gesamtmasse in Tonnen, die zwei folgenden Zahlen ein Zehntel der Motorleistung in PS an. Diese Bezeichnung wurde auch nach späterer Erhöhung der Motorleistung beibehalten. Die zweite Überarbeitung der Baureihe erfolgte im Jahr 1964, als die Vorkammer-Motoren der Baureihe OM 322 durch Motoren der Baureihe OM 352 ersetzt wurden. Die neuen Motoren der Baureihe OM 352 zeichnen sich gegenüber ihren Vorgängern durch Direkteinspritzung aus, die den Kraftstoffverbrauch um bis zu 15 % senken soll. Die Nennleistung von 126 PS / 93 kW sowie das Drehmoment von 36 kpm / 353 Nm änderten sich zunächst nicht, ab 1966 war der L 1113 auch mit dem turboaufgeladenen OM 352 A lieferbar, der 150 PS / 110 kW leistet.
1967 folgte eine weitere Modellpflege, bei der das Fahrerhaus überarbeitet wurde. Diese Modelle sind an der erhöhten Frontscheibe zu erkennen. Im weiteren Verlauf wurde erneut ein stärkerer Motor angeboten, der 168 PS / 124 kW leistet. Ab 1980 folgte die letzte Modellpflege des L 1113, die sich auf kleine Änderungen beschränkte. Die Fahrzeugproduktion wurde 1984 eingestellt, vereinzelt wurden Fahrzeuge auch nach diesem Datum ausgeliefert, der Bund beschaffte zwischen 1982 und 1991 insgesamt 602 als LF 16-TS aufgebaute Fahrzeuge (diese wurden von Lentner, Odenwaldwerke und Magirus-Deutz ausgeführt), die heute (2019) teilweise noch im Einsatz sind.

## Modelle

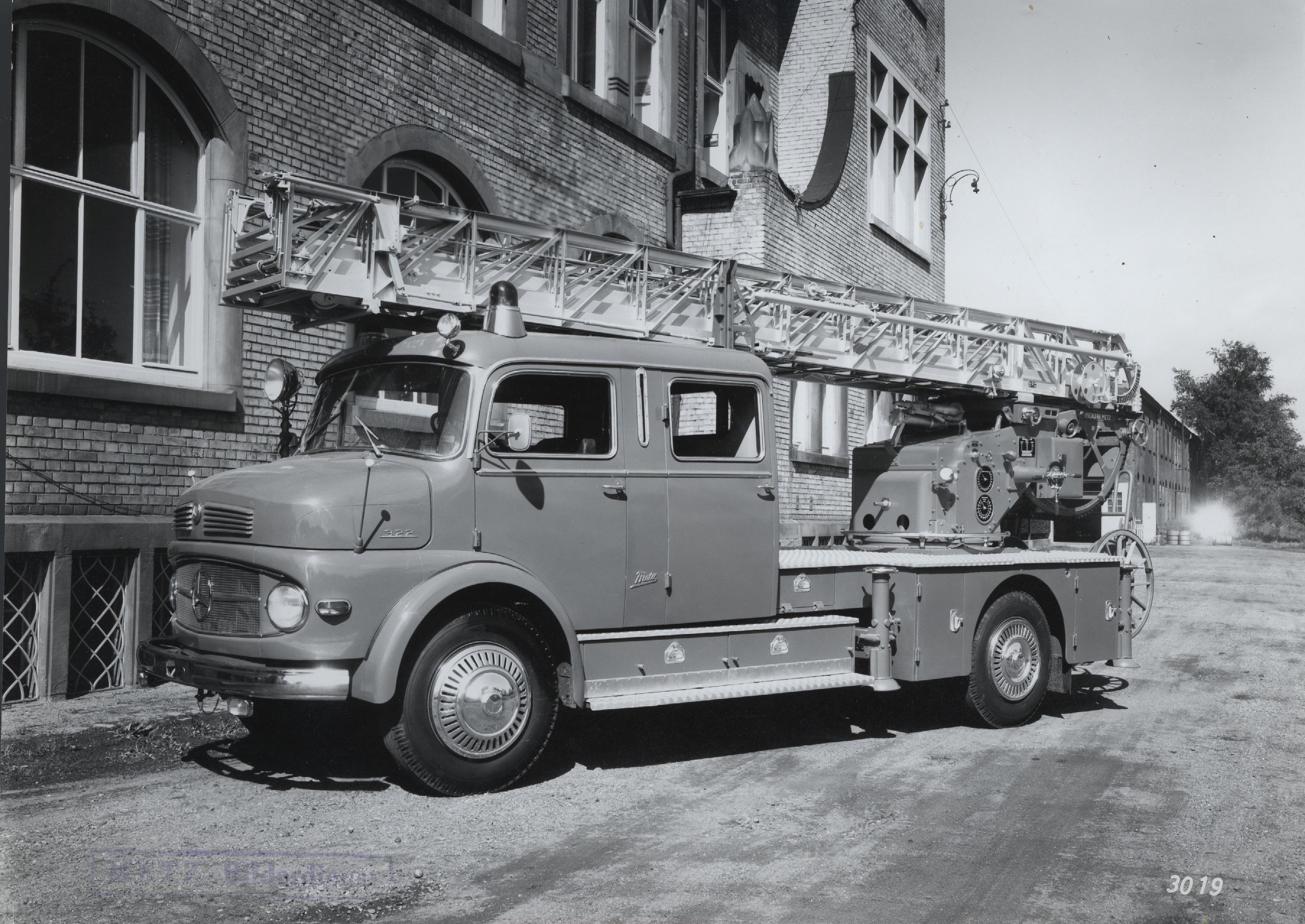
L 322 (1959–1963)
Blinker neben den Frontscheinwerfern.

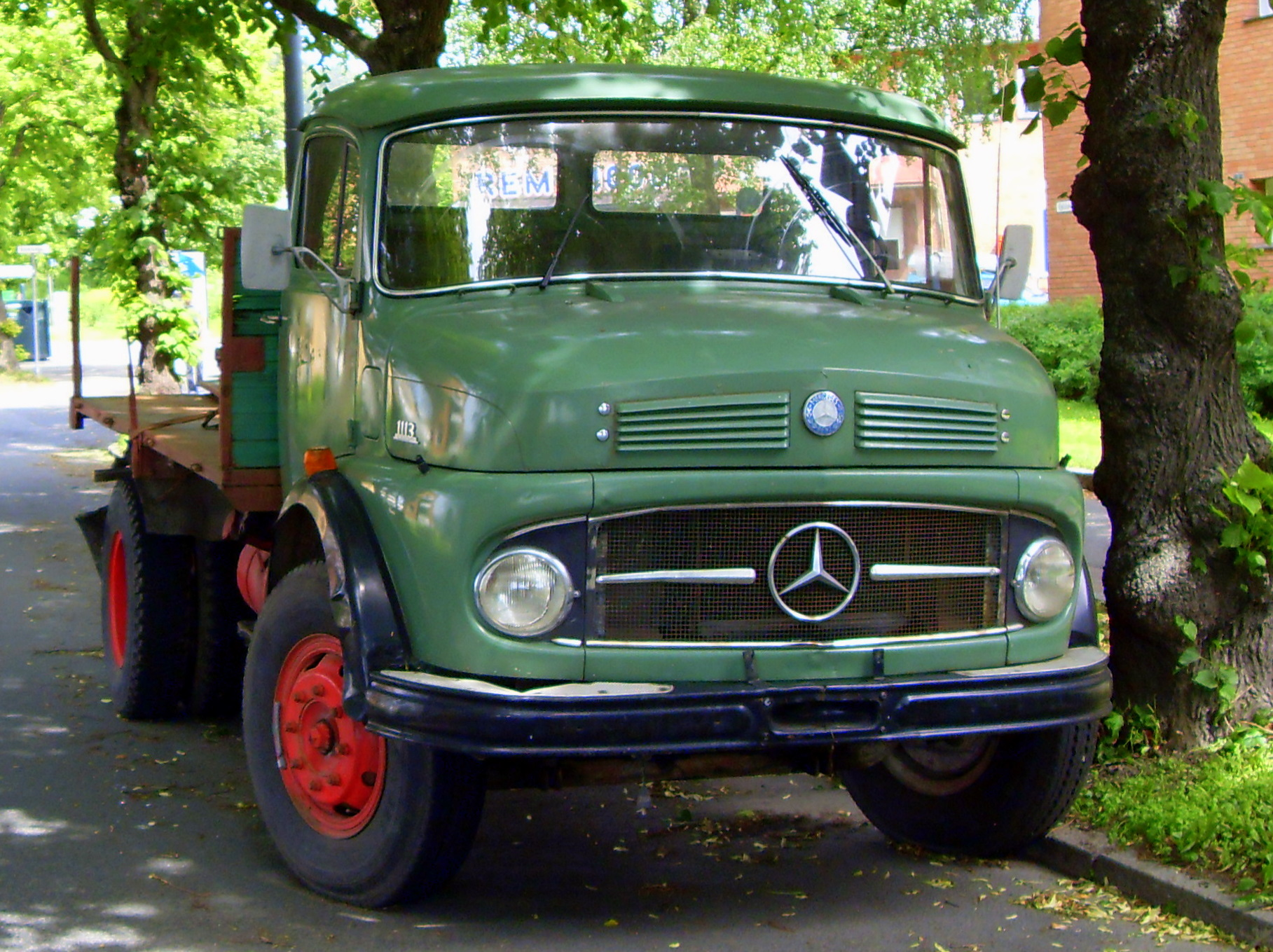
L 1113 (1963–1967)
Mit niedriger Frontscheibe, Blinker auf den Kotflügeln.

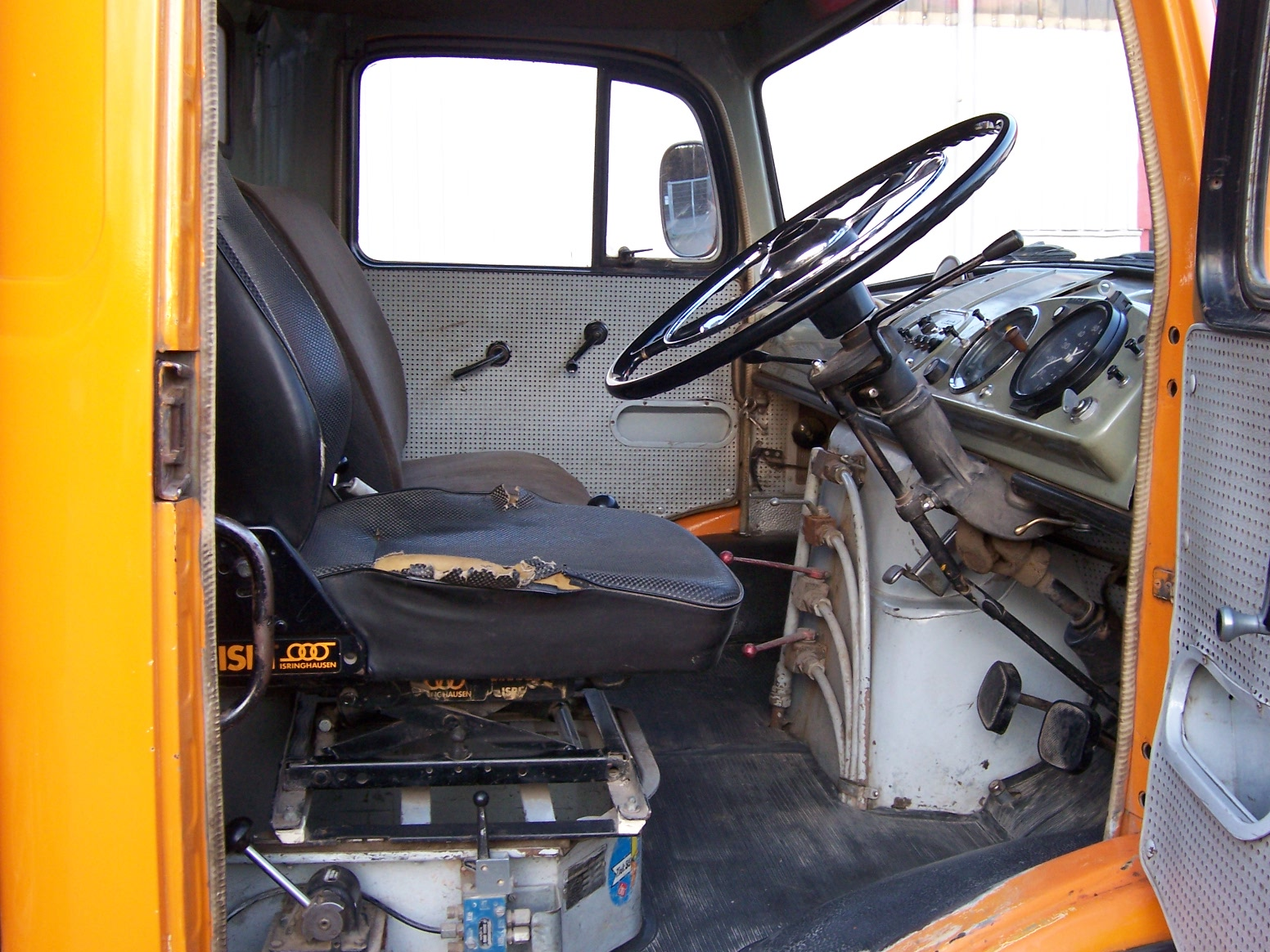
Fahrerhaus eines Rechtslenkers.

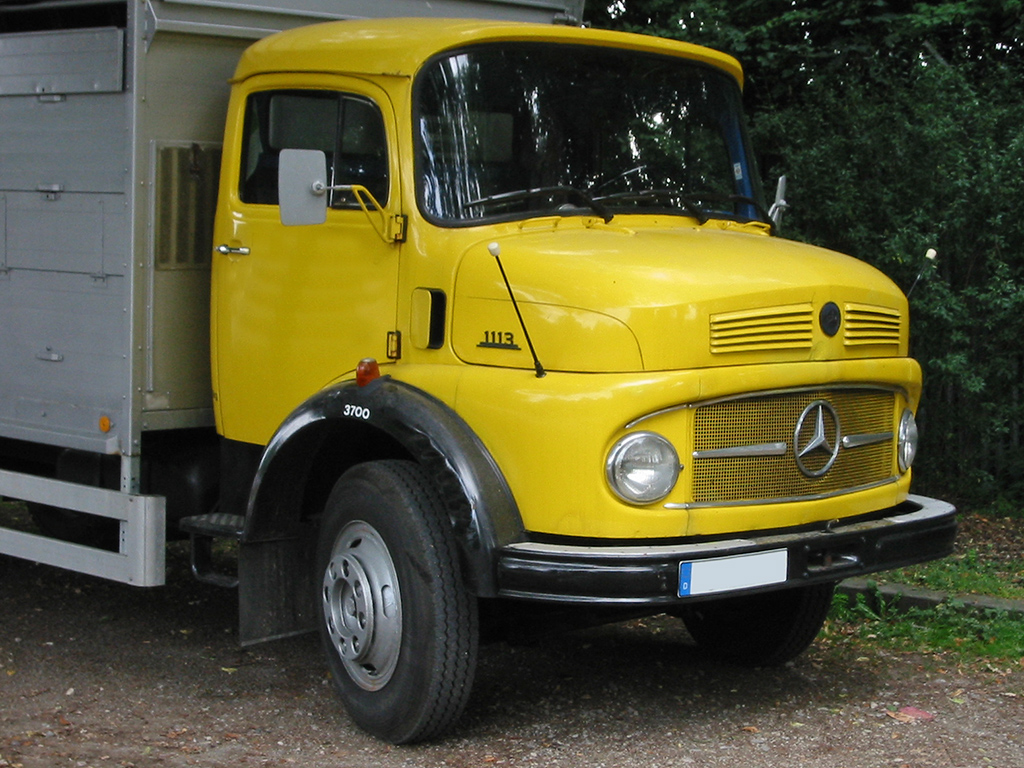
L 1113 (1967–1980)
Mit erhöhter Frontscheibe.

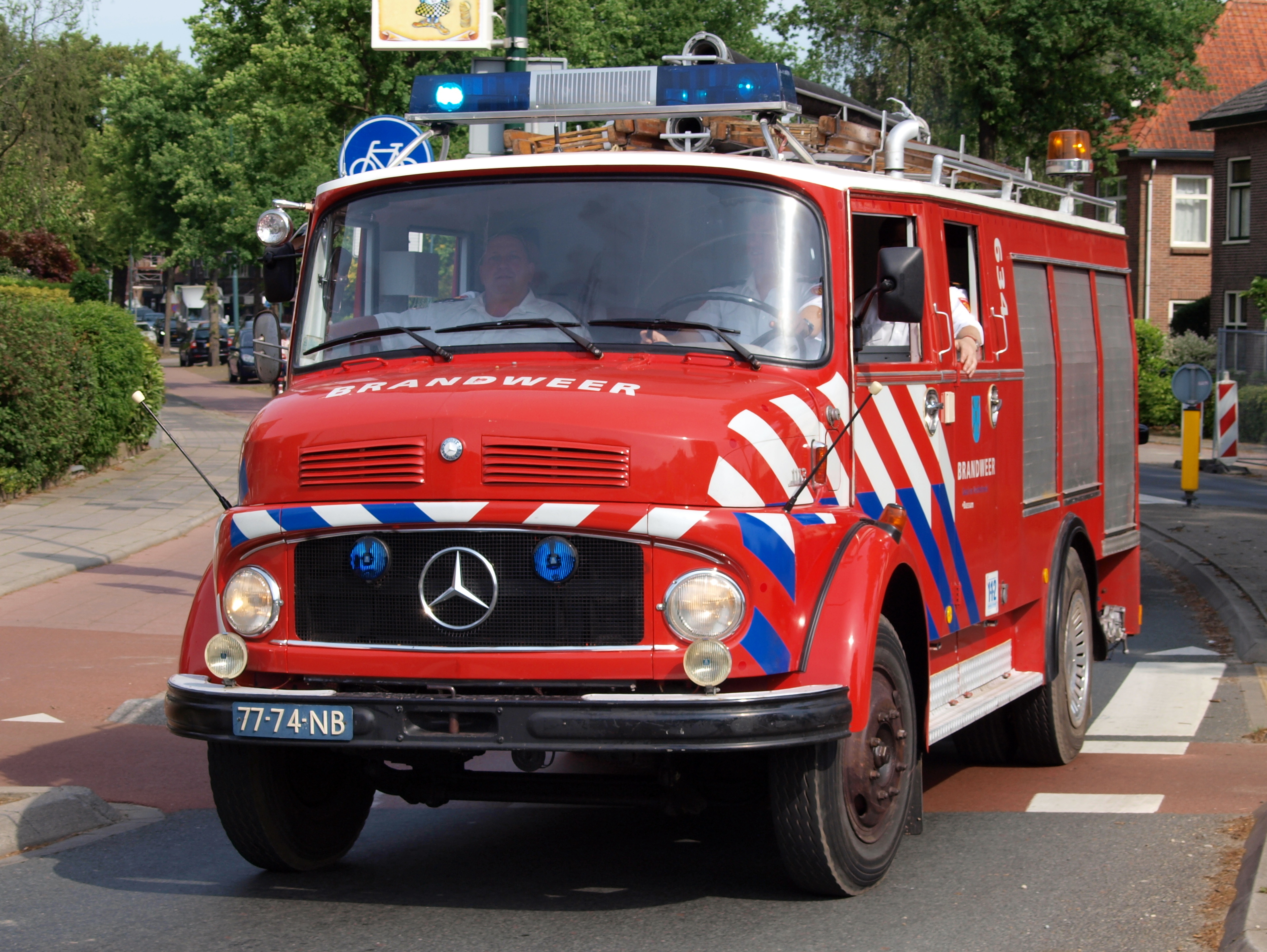
L 1113 (1980–1984)
Veränderte Scheinwerfersymmetrie und fehlende Chromzierleisten.

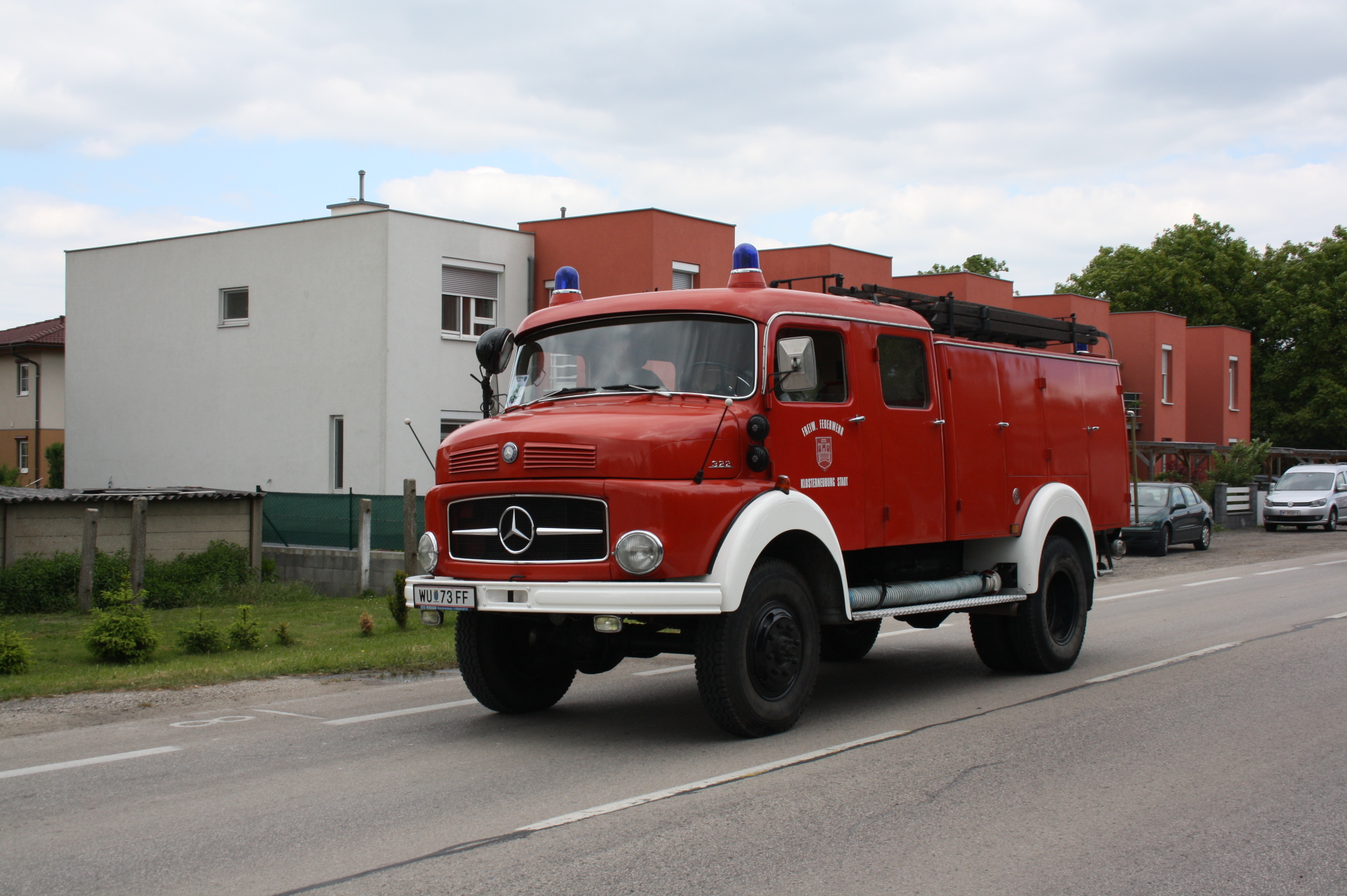
LA 322
Die Allradmodelle unterscheiden sich von den heckangetriebenen durch einen anderen Kühlergrill, bei dem die Scheinwerfer außen liegen.

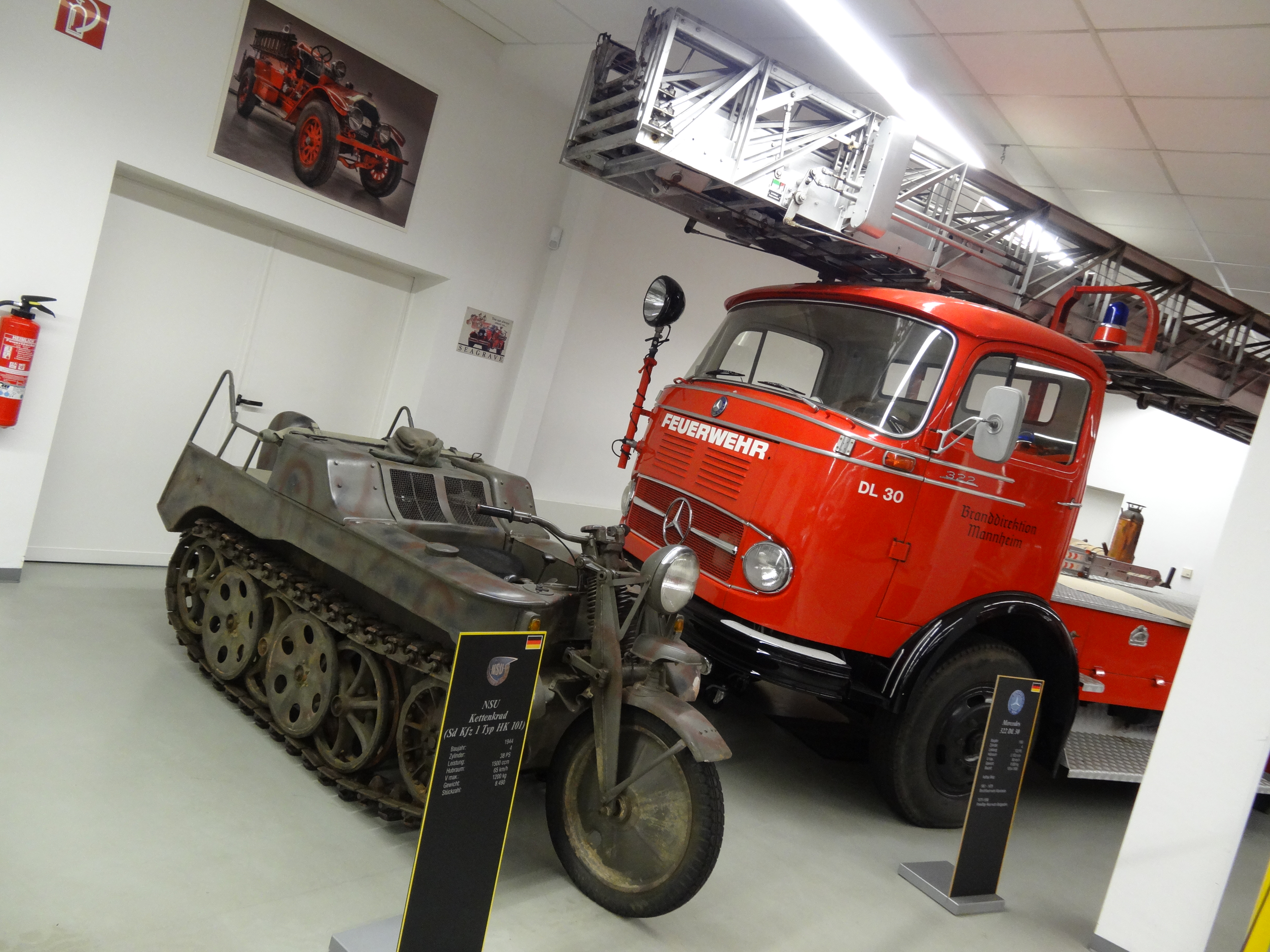
LP 322 (1959–1963)
Frontlenker mit Drehleiteraufbau.

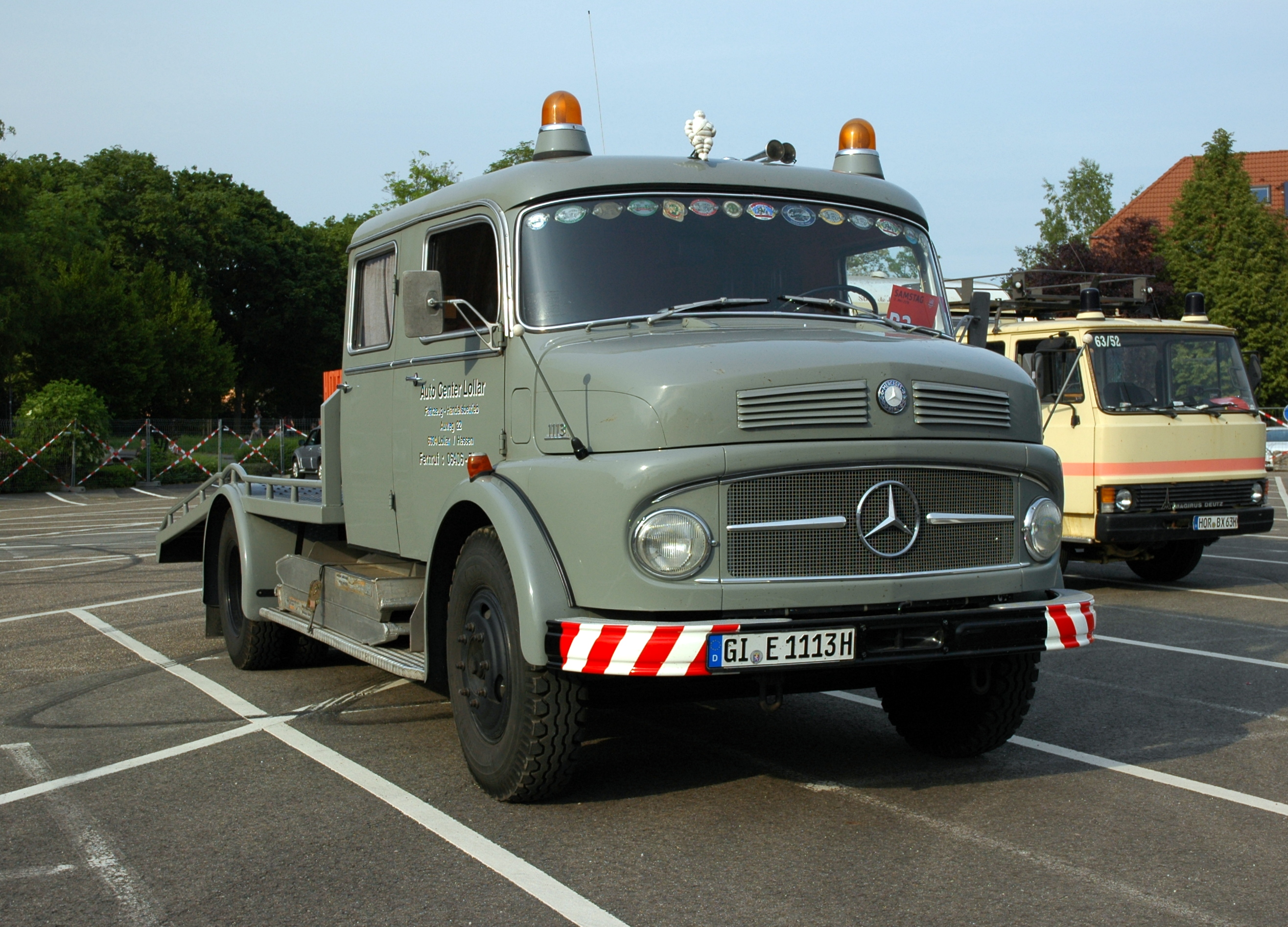
L 1113 als Abschleppwagen

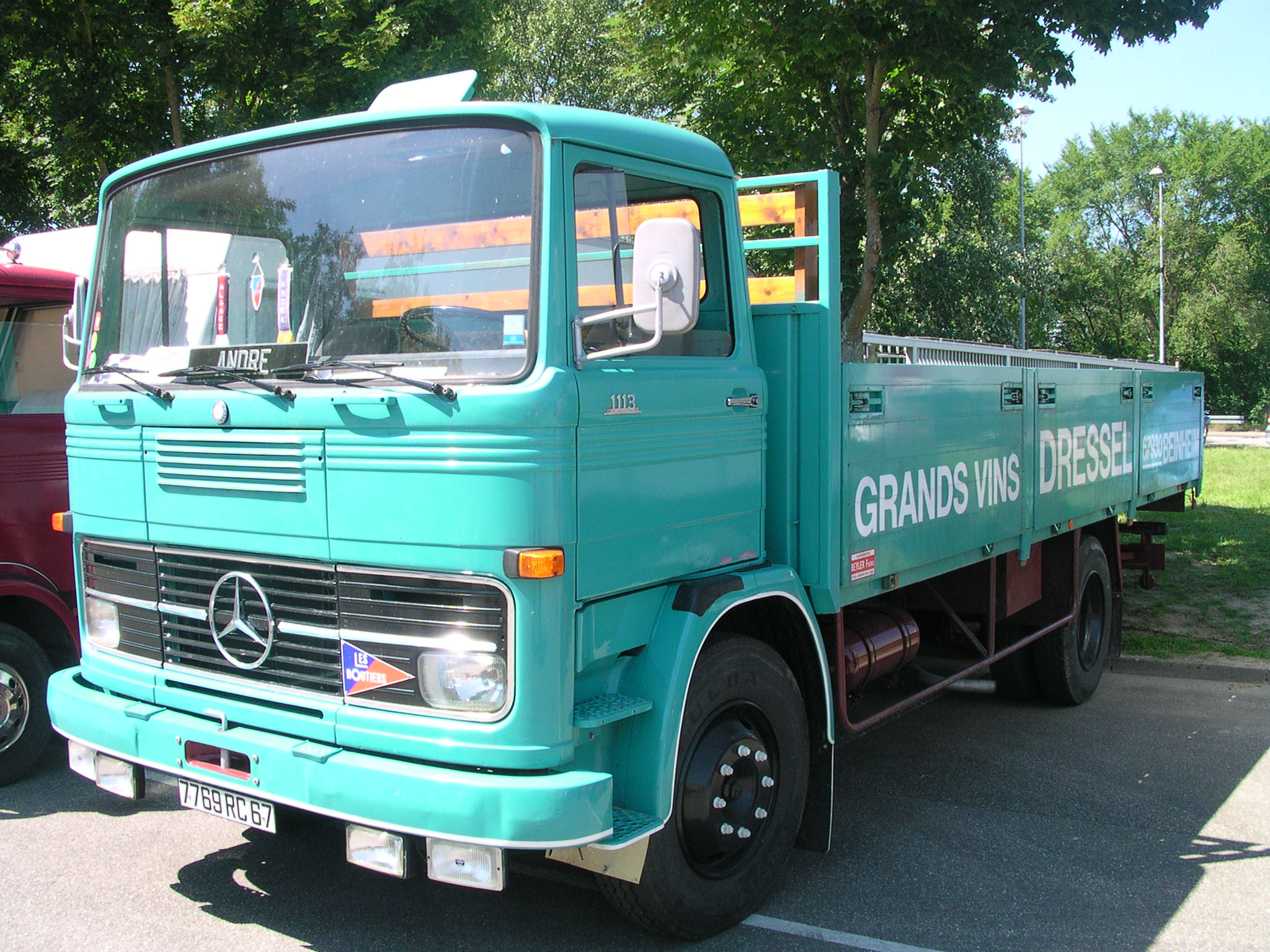
LP 1113 (ab 1963)
Die neueren Frontlenker haben ein anderes Erscheinungsbild.

Die Modellpalette umfasste folgende Modelle:
- L 1113: Basismodell, Pritsche, Hinterradantrieb
- LK 1113: Kipper, Hinterradantrieb
- LA 1113: Pritsche, Allradantrieb
- LAK 1113: Kipper, Allradantrieb
- LAF 1113: Feuerwehrfahrzeug, Allradantrieb
- LS 1113: Zugmaschine, Hinterradantrieb
- LAS 1113: Zugmaschine, Allradantrieb
- LP 1113: Frontlenker, Hinterradantrieb
- LPS 1113: Frontlenkerzugmaschine, Hinterradantrieb

## Technik

### L 322 (1959–1963)

#### Fahrwerk und Kraftübertragung
Der L 322 ist ein zweiachsiger Lastkraftwagen mit Leiterrahmen und vorderer und hinterer Starrachse. Angeboten wurden fünf verschiedene Radstände, von 3200 bis 5170 mm. Die Achsen sind jeweils an zwei Halbelliptikfedern aufgehängt, die Hinterachse ist darüber hinaus mit zwei progressiv wirkenden Zusatzfedern versehen, während die Vorderachse zusätzlich Teleskopstoßdämpfer hat. Die Vorderachse ist einfachbereift, die Hinterachse ist mit Zwillingsbereifung ausgestattet. Bei den Rädern handelt es sich um Stahlscheibenräder. Die Reifen der Größe 8,25-20 eHD Super werden auf geteilte Schrägschulterfelgen der Größe 6,5-20 aufgezogen. Zulieferer für die Bremsanlage waren neben Daimler-Benz selbst die Firmen Bosch und Teves. Bei der Bremsanlage handelt es sich um eine hydraulische Bremsanlage mit Einkammerdruckluftbremshilfe, die Bremskraft wirkt auf Bremstrommeln mit einem Durchmesser von 408 mm an allen vier Rädern, davon ausgenommen sind Allradmodelle, deren vorderer Bremstrommeldurchmesser 400 mm beträgt. Die Handbremse ist mechanisch und wirkt auf die Bremsen der Hinterräder. Hersteller der Lenkung ist Daimler-Benz, es handelt sich um eine Kugelumlauflenkung mit ungeteilter Spurstange. Alle Fahrzeuge waren sowohl als Links- als auch als Rechtslenker lieferbar.
Die Kraft wird vom Motor über eine Einscheibentrockenkupplung des Typs Fichtel & Sachs H 32 auf das Getriebe übertragen. Das Getriebe ist ein vollsynchronisiertes Fünfganggetriebe von Daimler-Benz, das mit dem Motor verblockt ist. Geschaltet wird es mit einem neben dem Fahrersitz befindlichen Schalthebel, der unmittelbar auf das Getriebe wirkt. Vom Getriebe wird die Antriebskraft über eine zweiteilige Gelenkwelle auf ein Hypoid-Kegelrad-Achsgetriebe übertragen, das die Kraft auf die Hinterachse überträgt.
Allradgetriebene Modelle haben als Kraftübertragungselement drei Gelenkwellen. Zusätzlich verfügen sie über ein Verteilergetriebe mit Freilauf, das eine Straßen- und Geländeübersetzung hat. Die Übersetzung vom Getriebe auf die Vorderachse ist mit 7:1 niedriger als die zur Hinterachse mit 6,857:1. Auf der Straße werden nur die Hinterräder angetrieben, bei zu großem Radschlupf wird die Kraft zusätzlich auf die Vorderräder übertragen. Die Differenzialgetriebe sind sperrbar.

#### OM 321
Der erste, von 1959 bis 1961 angebotene Motor ist der OM 321, der schon im Mercedes-Benz L 321 Anwendung fand. Dabei handelt es sich um einen stehenden Reihen-Sechszylinder-Viertakt-Dieselmotor mit zwei Ventilen je Zylinder, Vorkammereinspritzung und Wasserkühlung. Der Zylinderblock aus chromlegiertem Gusseisen und das geteilte Kurbelgehäuse sind aus einem Guss. Bei einer Zylinderbohrung von 95 mm und einem Kolbenhub von 120 mm hat der Motor einen Gesamthubraum von 5103 cm³. Die Kolben sind geschmiedete Kolben aus Leichtmetall von Mahle mit jeweils vier Kompressionsringen und zwei Ölabstreifringen. Die Kraft wird über schräggeteilte Pleuel mit Doppel-T-Querschnitt auf eine geschmiedete und an den Lagerstellen gehärtete, siebenfach gelagerte Kurbelwelle übertragen. Pleuel und Kurbelwelle haben Dreistofflager mit Stahlstützschalen. Die Kurbelwelle ist mit Gegengewichten und Schwingungsdämpfern versehen.
Im Kurbelgehäuse läuft eine vierfach in Gleitlagern gelagerte Nockenwelle, die über schrägverzahnte Stirnräder von der Kurbelwelle angetrieben wird. Sie betätigt über Stößel, Stoßstangen und Kipphebel die senkrecht hängenden Ventile. Jeder Zylinder hat ein Ein- und ein Auslassventil. Der alle Zylinder abdeckende Zylinderkopf aus chromlegiertem Gusseisen hat eine asbesthaltige Dichtung.
Die Druckumlaufschmierung arbeitet mit einer Zahnradölpumpe und einem Ölfilter im Hauptstrom. Der Kraftstoff wird durch einen Filzrohrfilter gereinigt und mit einer Einspritzpumpe des Typs Bosch PES 6 A70 B 410 RS 64/7 durch Einspritzdüsen des Typs Bosch DNO SD 211 in die Vorkammern einspritzt. Die Einspritzpumpe hat einen Verstelldrehzahlregler. Die Luft wird mit einem Papierluftfilter gereinigt. Gekühlt wird der Motor mit einem Röhrenkühler, dessen warme Abluft ein Ventilator fortbläst.
Dieser Motor leistet 110 PS / 81 kW bei 3000 min−1 und liefert ein Drehmoment von 30,5 kpm / 299 Nm bei 1600 min−1.

#### OM 322
Ab 1961 wurde der OM 322 angeboten. Dabei handelt es sich um eine überarbeitete Variante des OM 321, ebenfalls einen Reihen-Sechszylinder-Viertakt-Dieselmotor mit zwei Ventilen je Zylinder, Vorkammereinspritzung und Wasserkühlung. Dieser Motor stimmt in wesentlichen Merkmalen mit dem OM 321 überein, hat jedoch bei einer Zylinderbohrung von 97 mm und einem Kolbenhub von 128 mm einen Gesamthubraum von 5675 cm³. Die Kolben haben jeweils drei Kompressionsringen und zwei Ölabstreifringe, der erste Kompressionsring ist verchromt. Die Kraft wird über schräggeteilte Pleuel aus Vergütungsstahl mit Doppel-T-Querschnitt auf die Kurbelwelle übertragen. Verbleibende Unterschiede sind Ventilstitzringe an den Auslassventilen sowie eine andere Einspritzpumpe des Typs Bosch PES 6 A 80 B 410 RS 174/7 mit Fliehkraftdrehzahlregler.

### L 1113 (1963–1984)
Der L 322 wurde 1963 zunächst lediglich in L 1113 umbenannt und veränderte sich dadurch technisch nicht. Optischer Unterschied zwischen L 322 und L 1113 ist die Blinkerposition, beim L 1113 befinden sich die vorderen Blinker auf den Kotflügeln; einige L 322 haben jedoch ebenfalls diese Blinkerposition. Änderungen erfolgten weiters an der Übersetzung des Lenkgetriebes, der Übersetzung des Fünfganggetriebes und damit der Ölfüllmenge des Getriebegehäuses sowie ab 1967 am Fahrerhaus. Ab 1964 wurde der Vorkammermotor OM 322 durch den Direkteinspritzer OM 352 ersetzt.

#### OM 352
Der OM 352 ist ebenfalls ein Reihen-Sechszylinder-Viertakt-Dieselmotor mit zwei Ventilen je Zylinder und Wasserkühlung, wesentlicher Unterschied zum OM 322 und 321 ist die Direkteinspritzung in die Kolbenmulde. Der Zylinderblock des Motors ist aus Molybdän-Chrom-legiertem Sondergusseisen gegossen, das Kurbelgehäuse ist aus legiertem Sondergrauguss hergestellt. Bei einer Zylinderbohrung von 97 mm und einem Kolbenhub von 128 mm hat der Motor einen Gesamthubraum von 5675 cm³. Die Kolben sind geschmiedete Kolben aus Leichtmetall von Mahle mit jeweils drei Kompressionsringen und zwei Ölabstreifringen. Die Kraft wird über schräggeteilte Pleuel aus Vergütungsstahl mit Doppel-T-Querschnitt auf eine geschmiedete und an den Lagerstellen gehärtete, siebenfach gelagerte Kurbelwelle übertragen. Pleuel und Kurbelwelle haben Dreistofflager mit Stahlstützschalen. Die Kurbelwelle ist mit Gegengewichten und Schwingungsdämpfern versehen.
Im Kurbelgehäuse läuft eine vierfach in Gleitlagern gelagerte Nockenwelle aus gehärtetem Vergütungsstahl, die über schrägverzahnte Stirnräder von der Kurbelwelle angetrieben wird. Sie betätigt über Stoßstangen und Kipphebel die hängenden Ventile. Jeder Zylinder hat ein Ein- und ein Auslassventil. Der alle Zylinder abdeckende Zylinderkopf aus Molybdän-Chrom-legiertem Sondergusseisen ist mit einer asbesthaltigen Zylinderkopfdichtung zum Zylinderblock hin abgedichtet.
Die Druckumlaufschmierung arbeitet mit einer Zahnradölpumpe und einem Ölfilter im Hauptstrom sowie einem Ölfilter im Nebenstrom. Der Kraftstoff wird durch einen Filzrohrfilter gereinigt und mit einer Einspritzpumpe des Typs Bosch PES 6 A70 C 410 RS 2085 durch Einspritzdüsen des Typs Bosch DLLA 150 S 187 in die Kolbenmulden einspritzt. Die Einspritzpumpe hat einen Fliehkraftdrehzahlregler. Die Luft wird mit einem Ölbadluftfilter gereinigt. Gekühlt wird der Motor mit einem Röhrenkühler, dessen warme Abluft ein Ventilator fortbläst.
Dieser Motor leistet 126 PS / 93 kW bei 2800 min−1 und liefert ein Drehmoment von 36 kpm / 353 Nm bei 1600 min−1. Ab 1966 konnte der Motor auch mit Turbolader als OM 352 A geliefert werden, seine Leistung stieg durch die Aufladung auf 150 PS / 110 kW bei 2800 min−1, eine weiter überarbeitete Variante OM 352 X leistet 168 PS / 124 kW bei 2800 min−1

## Technische Daten

### 1959–1961
| Kenngrößen                                    | L 322                                                                                               | L 322                                                                                               | L 322                                                                                               | LK 322                                                                                              | LK 322                                                                                              | LP 322                                                                                              | LP 322                                                                                              | LP 322                                                                                              | LP 322                                                                                              | LA 322                                                                                              | LA 322                                                                                              | LAK 322                                                                                             | LAK 322                                                                                             | LAS 322                                                                                             | LAS 322                                                                                             | LS 322                                                                                              | LS 322                                                                                              | LPS 322                                                                                             | LPS 322                                                                                             |
| Abmessungen und Gewichte                      | Abmessungen und Gewichte                                                                            | Abmessungen und Gewichte                                                                            | Abmessungen und Gewichte                                                                            | Abmessungen und Gewichte                                                                            | Abmessungen und Gewichte                                                                            | Abmessungen und Gewichte                                                                            | Abmessungen und Gewichte                                                                            | Abmessungen und Gewichte                                                                            | Abmessungen und Gewichte                                                                            | Abmessungen und Gewichte                                                                            | Abmessungen und Gewichte                                                                            | Abmessungen und Gewichte                                                                            | Abmessungen und Gewichte                                                                            | Abmessungen und Gewichte                                                                            | Abmessungen und Gewichte                                                                            | Abmessungen und Gewichte                                                                            | Abmessungen und Gewichte                                                                            | Abmessungen und Gewichte                                                                            | Abmessungen und Gewichte                                                                            |
| --------------------------------------------- | --------------------------------------------------------------------------------------------------- | --------------------------------------------------------------------------------------------------- | --------------------------------------------------------------------------------------------------- | --------------------------------------------------------------------------------------------------- | --------------------------------------------------------------------------------------------------- | --------------------------------------------------------------------------------------------------- | --------------------------------------------------------------------------------------------------- | --------------------------------------------------------------------------------------------------- | --------------------------------------------------------------------------------------------------- | --------------------------------------------------------------------------------------------------- | --------------------------------------------------------------------------------------------------- | --------------------------------------------------------------------------------------------------- | --------------------------------------------------------------------------------------------------- | --------------------------------------------------------------------------------------------------- | --------------------------------------------------------------------------------------------------- | --------------------------------------------------------------------------------------------------- | --------------------------------------------------------------------------------------------------- | --------------------------------------------------------------------------------------------------- | --------------------------------------------------------------------------------------------------- |
| Radstand (mm)                                 | 3600                                                                                                | 4200                                                                                                | 4830                                                                                                | 3200                                                                                                | 3600                                                                                                | 3200                                                                                                | 3600                                                                                                | 4200                                                                                                | 4830                                                                                                | 3600                                                                                                | 4200                                                                                                | 3200                                                                                                | 3600                                                                                                | 3200                                                                                                | 3600                                                                                                | 3200                                                                                                | 3600                                                                                                | 3200                                                                                                | 3600                                                                                                |
| Länge (mm)                                    | 6135                                                                                                | 6835                                                                                                | 7835                                                                                                | 5420                                                                                                | 5785                                                                                                | 6310                                                                                                | 7310                                                                                                | 8060                                                                                                | abhängig vom Aufbau                                                                                 | 6135                                                                                                | 6835                                                                                                | 5420                                                                                                | 6005                                                                                                | 5405                                                                                                | 5805                                                                                                | 5405                                                                                                | 5805                                                                                                | 5635                                                                                                | 6035                                                                                                |
| Breite (mm)                                   | 2340                                                                                                | 2340                                                                                                | 2340                                                                                                | 2340                                                                                                | 2340                                                                                                | 2500                                                                                                | 2500                                                                                                | 2500                                                                                                | abhängig vom Aufbau                                                                                 | 2340                                                                                                | 2340                                                                                                | 2340                                                                                                | 2340                                                                                                | 2340                                                                                                | 2340                                                                                                | 2340                                                                                                | 2340                                                                                                | 2500                                                                                                | 2500                                                                                                |
| Höhe (mm)                                     | 2400                                                                                                | 2400                                                                                                | 2400                                                                                                | 2400                                                                                                | 2400                                                                                                | 2440                                                                                                | 2440                                                                                                | 2440                                                                                                | abhängig vom Aufbau                                                                                 | 2560                                                                                                | 2560                                                                                                | 2560                                                                                                | 2560                                                                                                | 2560                                                                                                | 2560                                                                                                | 2400                                                                                                | 2400                                                                                                | 2440                                                                                                | 2440                                                                                                |
| Spurweite vorne (mm)                          | 1940                                                                                                | 1940                                                                                                | 1940                                                                                                | 1940                                                                                                | 1940                                                                                                | 1940                                                                                                | 1940                                                                                                | 1940                                                                                                | 1940                                                                                                | 1820                                                                                                | 1820                                                                                                | 1820                                                                                                | 1820                                                                                                | 1820                                                                                                | 1820                                                                                                | 1940                                                                                                | 1940                                                                                                | 1940                                                                                                | 1940                                                                                                |
| Spurweite hinten (mm)                         | 1725                                                                                                | 1725                                                                                                | 1725                                                                                                | 1725                                                                                                | 1725                                                                                                | 1725                                                                                                | 1725                                                                                                | 1725                                                                                                | 1725                                                                                                | 1725                                                                                                | 1725                                                                                                | 1725                                                                                                | 1725                                                                                                | 1725                                                                                                | 1725                                                                                                | 1725                                                                                                | 1725                                                                                                | 1725                                                                                                | 1725                                                                                                |
| Bodenfreiheit (mm)                            | 255                                                                                                 | 255                                                                                                 | 255                                                                                                 | 255                                                                                                 | 255                                                                                                 | 255                                                                                                 | 255                                                                                                 | 255                                                                                                 | 255                                                                                                 | 255                                                                                                 | 255                                                                                                 | 255                                                                                                 | 255                                                                                                 | 255                                                                                                 | 255                                                                                                 | 255                                                                                                 | 255                                                                                                 | 255                                                                                                 | 255                                                                                                 |
| Wendekreisdurchmesser (m)                     | 12,9                                                                                                | 14,4                                                                                                | 15,9                                                                                                | 11,9                                                                                                | 12,9                                                                                                | 12,6                                                                                                | 13,6                                                                                                | 15,2                                                                                                | 16,9                                                                                                | 15,9                                                                                                | 17,9                                                                                                | 14,6                                                                                                | 15,9                                                                                                | 14,6                                                                                                | 15,9                                                                                                | 11,9                                                                                                | 12,9                                                                                                | 12,6                                                                                                | 13,6                                                                                                |
| Leergewicht (kg)                              | 3650                                                                                                | 3750                                                                                                | 3900                                                                                                | 4050                                                                                                | 4075                                                                                                | 3700                                                                                                | 3865                                                                                                | 3980                                                                                                | abhängig vom Aufbau                                                                                 | 3960                                                                                                | 4050                                                                                                | 4330                                                                                                | 4550                                                                                                | 3130                                                                                                | 3185                                                                                                | 2850                                                                                                | 2870                                                                                                | 3165                                                                                                | 3220                                                                                                |
| Nutzlast (kg)                                 | 6575                                                                                                | 6750                                                                                                | 6600                                                                                                | 6200                                                                                                | 6425                                                                                                | 6500                                                                                                | 6275                                                                                                | 6510                                                                                                | abhängig vom Aufbau                                                                                 | 6485                                                                                                | 6250                                                                                                | 6100                                                                                                | 5950                                                                                                | 7370                                                                                                | 7315                                                                                                | 6800                                                                                                | 6700                                                                                                | 7750                                                                                                | 7725                                                                                                |
| Maximal zulässige Gesamtmasse (kg)            | 10500                                                                                               | 10500                                                                                               | 10500                                                                                               | 10500                                                                                               | 10500                                                                                               | 10500                                                                                               | 10500                                                                                               | 10500                                                                                               | 10520                                                                                               | 10500                                                                                               | 10500                                                                                               | 10500                                                                                               | 10500                                                                                               | 10500                                                                                               | 10500                                                                                               | 10500                                                                                               | 10500                                                                                               | 10500                                                                                               | 10500                                                                                               |
| Antriebsstrang                                | | | | | | | | | | | | | | | | | | | |
| Kupplung                                      | Einscheibentrockenkupplung Fichtel & Sachs H 32                                                     | Einscheibentrockenkupplung Fichtel & Sachs H 32                                                     | Einscheibentrockenkupplung Fichtel & Sachs H 32                                                     | Einscheibentrockenkupplung Fichtel & Sachs H 32                                                     | Einscheibentrockenkupplung Fichtel & Sachs H 32                                                     | Einscheibentrockenkupplung Fichtel & Sachs H 32                                                     | Einscheibentrockenkupplung Fichtel & Sachs H 32                                                     | Einscheibentrockenkupplung Fichtel & Sachs H 32                                                     | Einscheibentrockenkupplung Fichtel & Sachs H 32                                                     | Einscheibentrockenkupplung Fichtel & Sachs H 32                                                     | Einscheibentrockenkupplung Fichtel & Sachs H 32                                                     | Einscheibentrockenkupplung Fichtel & Sachs H 32                                                     | Einscheibentrockenkupplung Fichtel & Sachs H 32                                                     | Einscheibentrockenkupplung Fichtel & Sachs H 32                                                     | Einscheibentrockenkupplung Fichtel & Sachs H 32                                                     | Einscheibentrockenkupplung Fichtel & Sachs H 32                                                     | Einscheibentrockenkupplung Fichtel & Sachs H 32                                                     | Einscheibentrockenkupplung Fichtel & Sachs H 32                                                     | Einscheibentrockenkupplung Fichtel & Sachs H 32                                                     |
| Getriebe                                      | Manuelles Fünfganggetriebe von Daimler-Benz, vollsynchronisiert                                     | Manuelles Fünfganggetriebe von Daimler-Benz, vollsynchronisiert                                     | Manuelles Fünfganggetriebe von Daimler-Benz, vollsynchronisiert                                     | Manuelles Fünfganggetriebe von Daimler-Benz, vollsynchronisiert                                     | Manuelles Fünfganggetriebe von Daimler-Benz, vollsynchronisiert                                     | Manuelles Fünfganggetriebe von Daimler-Benz, vollsynchronisiert                                     | Manuelles Fünfganggetriebe von Daimler-Benz, vollsynchronisiert                                     | Manuelles Fünfganggetriebe von Daimler-Benz, vollsynchronisiert                                     | Manuelles Fünfganggetriebe von Daimler-Benz, vollsynchronisiert                                     | Manuelles Fünfganggetriebe von Daimler-Benz, vollsynchronisiert                                     | Manuelles Fünfganggetriebe von Daimler-Benz, vollsynchronisiert                                     | Manuelles Fünfganggetriebe von Daimler-Benz, vollsynchronisiert                                     | Manuelles Fünfganggetriebe von Daimler-Benz, vollsynchronisiert                                     | Manuelles Fünfganggetriebe von Daimler-Benz, vollsynchronisiert                                     | Manuelles Fünfganggetriebe von Daimler-Benz, vollsynchronisiert                                     | Manuelles Fünfganggetriebe von Daimler-Benz, vollsynchronisiert                                     | Manuelles Fünfganggetriebe von Daimler-Benz, vollsynchronisiert                                     | Manuelles Fünfganggetriebe von Daimler-Benz, vollsynchronisiert                                     | Manuelles Fünfganggetriebe von Daimler-Benz, vollsynchronisiert                                     |
| Antrieb auf                                   | Hinterräder                                                                                         | Hinterräder                                                                                         | Hinterräder                                                                                         | Hinterräder                                                                                         | Hinterräder                                                                                         | Hinterräder                                                                                         | Hinterräder                                                                                         | Hinterräder                                                                                         | Hinterräder                                                                                         | Alle Räder                                                                                          | Alle Räder                                                                                          | Alle Räder                                                                                          | Alle Räder                                                                                          | Alle Räder                                                                                          | Alle Räder                                                                                          | Hinterräder                                                                                         | Hinterräder                                                                                         | Hinterräder                                                                                         | Hinterräder                                                                                         |
| Getriebeübersetzungen                         | 1. Gang: 8,98 2. Gang: 4,785 3. Gang: 2,736 4. Gang: 1,663 5. Gang: 1,00 R. Gang: 8,29              | 1. Gang: 8,98 2. Gang: 4,785 3. Gang: 2,736 4. Gang: 1,663 5. Gang: 1,00 R. Gang: 8,29              | 1. Gang: 8,98 2. Gang: 4,785 3. Gang: 2,736 4. Gang: 1,663 5. Gang: 1,00 R. Gang: 8,29              | 1. Gang: 8,98 2. Gang: 4,785 3. Gang: 2,736 4. Gang: 1,663 5. Gang: 1,00 R. Gang: 8,29              | 1. Gang: 8,98 2. Gang: 4,785 3. Gang: 2,736 4. Gang: 1,663 5. Gang: 1,00 R. Gang: 8,29              | 1. Gang: 8,98 2. Gang: 4,785 3. Gang: 2,736 4. Gang: 1,663 5. Gang: 1,00 R. Gang: 8,29              | 1. Gang: 8,98 2. Gang: 4,785 3. Gang: 2,736 4. Gang: 1,663 5. Gang: 1,00 R. Gang: 8,29              | 1. Gang: 8,98 2. Gang: 4,785 3. Gang: 2,736 4. Gang: 1,663 5. Gang: 1,00 R. Gang: 8,29              | 1. Gang: 8,98 2. Gang: 4,785 3. Gang: 2,736 4. Gang: 1,663 5. Gang: 1,00 R. Gang: 8,29              | 1. Gang: 8,98 2. Gang: 4,785 3. Gang: 2,736 4. Gang: 1,663 5. Gang: 1,00 R. Gang: 8,29              | 1. Gang: 8,98 2. Gang: 4,785 3. Gang: 2,736 4. Gang: 1,663 5. Gang: 1,00 R. Gang: 8,29              | 1. Gang: 8,98 2. Gang: 4,785 3. Gang: 2,736 4. Gang: 1,663 5. Gang: 1,00 R. Gang: 8,29              | 1. Gang: 8,98 2. Gang: 4,785 3. Gang: 2,736 4. Gang: 1,663 5. Gang: 1,00 R. Gang: 8,29              | 1. Gang: 8,98 2. Gang: 4,785 3. Gang: 2,736 4. Gang: 1,663 5. Gang: 1,00 R. Gang: 8,29              | 1. Gang: 8,98 2. Gang: 4,785 3. Gang: 2,736 4. Gang: 1,663 5. Gang: 1,00 R. Gang: 8,29              | 1. Gang: 8,98 2. Gang: 4,785 3. Gang: 2,736 4. Gang: 1,663 5. Gang: 1,00 R. Gang: 8,29              | 1. Gang: 8,98 2. Gang: 4,785 3. Gang: 2,736 4. Gang: 1,663 5. Gang: 1,00 R. Gang: 8,29              | 1. Gang: 8,98 2. Gang: 4,785 3. Gang: 2,736 4. Gang: 1,663 5. Gang: 1,00 R. Gang: 8,29              | 1. Gang: 8,98 2. Gang: 4,785 3. Gang: 2,736 4. Gang: 1,663 5. Gang: 1,00 R. Gang: 8,29              |
| Übersetzung vom Getriebe zur Hinterachse      | 6,857                                                                                               | 6,857                                                                                               | 6,857                                                                                               | 6,857                                                                                               | 6,857                                                                                               | 6,857                                                                                               | 6,857                                                                                               | 6,857                                                                                               | 6,857                                                                                               | 6,857                                                                                               | 6,857                                                                                               | 6,857                                                                                               | 6,857                                                                                               | 6,857                                                                                               | 6,857                                                                                               | 6,857                                                                                               | 6,857                                                                                               | 6,857                                                                                               | 6,857                                                                                               |
| Übersetzung vom Getriebe zur Vorderachse      | –                                                                                                   | –                                                                                                   | –                                                                                                   | –                                                                                                   | –                                                                                                   | –                                                                                                   | –                                                                                                   | –                                                                                                   | –                                                                                                   | 7,00                                                                                                | 7,00                                                                                                | 7,00                                                                                                | 7,00                                                                                                | 7,00                                                                                                | 7,00                                                                                                | –                                                                                                   | –                                                                                                   | –                                                                                                   | –                                                                                                   |
| Höchstgeschwindigkeit (km/h)                  | 77                                                                                                  | 77                                                                                                  | 77                                                                                                  | 77                                                                                                  | 77                                                                                                  | 77                                                                                                  | 77                                                                                                  | 77                                                                                                  | 77                                                                                                  | 72                                                                                                  | 72                                                                                                  | 72                                                                                                  | 72                                                                                                  | 72                                                                                                  | 72                                                                                                  | 77                                                                                                  | 77                                                                                                  | 77                                                                                                  | 77                                                                                                  |
| Wirksame Gesamtbremsfläche (cm²)              | 2560                                                                                                | 2560                                                                                                | 2560                                                                                                | 2560                                                                                                | 2560                                                                                                | 2560                                                                                                | 2560                                                                                                | 2560                                                                                                | 2560                                                                                                | 2200                                                                                                | 2200                                                                                                | 2200                                                                                                | 2200                                                                                                | 2200                                                                                                | 2200                                                                                                | 2560                                                                                                | 2560                                                                                                | 2560                                                                                                | 2560                                                                                                |
| Motor                                         | | | | | | | | | | | | | | | | | | | |
| Motortyp                                      | Mercedes-Benz OM 321                                                                                | Mercedes-Benz OM 321                                                                                | Mercedes-Benz OM 321                                                                                | Mercedes-Benz OM 321                                                                                | Mercedes-Benz OM 321                                                                                | Mercedes-Benz OM 321                                                                                | Mercedes-Benz OM 321                                                                                | Mercedes-Benz OM 321                                                                                | Mercedes-Benz OM 321                                                                                | Mercedes-Benz OM 321                                                                                | Mercedes-Benz OM 321                                                                                | Mercedes-Benz OM 321                                                                                | Mercedes-Benz OM 321                                                                                | Mercedes-Benz OM 321                                                                                | Mercedes-Benz OM 321                                                                                | Mercedes-Benz OM 321                                                                                | Mercedes-Benz OM 321                                                                                | Mercedes-Benz OM 321                                                                                | Mercedes-Benz OM 321                                                                                |
| Motoraufbau                                   | Sechszylinder-Reihen-Viertakt-Dieselmotor                                                           | Sechszylinder-Reihen-Viertakt-Dieselmotor                                                           | Sechszylinder-Reihen-Viertakt-Dieselmotor                                                           | Sechszylinder-Reihen-Viertakt-Dieselmotor                                                           | Sechszylinder-Reihen-Viertakt-Dieselmotor                                                           | Sechszylinder-Reihen-Viertakt-Dieselmotor                                                           | Sechszylinder-Reihen-Viertakt-Dieselmotor                                                           | Sechszylinder-Reihen-Viertakt-Dieselmotor                                                           | Sechszylinder-Reihen-Viertakt-Dieselmotor                                                           | Sechszylinder-Reihen-Viertakt-Dieselmotor                                                           | Sechszylinder-Reihen-Viertakt-Dieselmotor                                                           | Sechszylinder-Reihen-Viertakt-Dieselmotor                                                           | Sechszylinder-Reihen-Viertakt-Dieselmotor                                                           | Sechszylinder-Reihen-Viertakt-Dieselmotor                                                           | Sechszylinder-Reihen-Viertakt-Dieselmotor                                                           | Sechszylinder-Reihen-Viertakt-Dieselmotor                                                           | Sechszylinder-Reihen-Viertakt-Dieselmotor                                                           | Sechszylinder-Reihen-Viertakt-Dieselmotor                                                           | Sechszylinder-Reihen-Viertakt-Dieselmotor                                                           |
| Gemischbildung                                | Vorkammereinspritzung                                                                               | Vorkammereinspritzung                                                                               | Vorkammereinspritzung                                                                               | Vorkammereinspritzung                                                                               | Vorkammereinspritzung                                                                               | Vorkammereinspritzung                                                                               | Vorkammereinspritzung                                                                               | Vorkammereinspritzung                                                                               | Vorkammereinspritzung                                                                               | Vorkammereinspritzung                                                                               | Vorkammereinspritzung                                                                               | Vorkammereinspritzung                                                                               | Vorkammereinspritzung                                                                               | Vorkammereinspritzung                                                                               | Vorkammereinspritzung                                                                               | Vorkammereinspritzung                                                                               | Vorkammereinspritzung                                                                               | Vorkammereinspritzung                                                                               | Vorkammereinspritzung                                                                               |
| Ventilsteuerung                               | OHV-Ventilsteuerung, zwei Ventile                                                                   | OHV-Ventilsteuerung, zwei Ventile                                                                   | OHV-Ventilsteuerung, zwei Ventile                                                                   | OHV-Ventilsteuerung, zwei Ventile                                                                   | OHV-Ventilsteuerung, zwei Ventile                                                                   | OHV-Ventilsteuerung, zwei Ventile                                                                   | OHV-Ventilsteuerung, zwei Ventile                                                                   | OHV-Ventilsteuerung, zwei Ventile                                                                   | OHV-Ventilsteuerung, zwei Ventile                                                                   | OHV-Ventilsteuerung, zwei Ventile                                                                   | OHV-Ventilsteuerung, zwei Ventile                                                                   | OHV-Ventilsteuerung, zwei Ventile                                                                   | OHV-Ventilsteuerung, zwei Ventile                                                                   | OHV-Ventilsteuerung, zwei Ventile                                                                   | OHV-Ventilsteuerung, zwei Ventile                                                                   | OHV-Ventilsteuerung, zwei Ventile                                                                   | OHV-Ventilsteuerung, zwei Ventile                                                                   | OHV-Ventilsteuerung, zwei Ventile                                                                   | OHV-Ventilsteuerung, zwei Ventile                                                                   |
| Kühlung                                       | Wasserkühlung                                                                                       | Wasserkühlung                                                                                       | Wasserkühlung                                                                                       | Wasserkühlung                                                                                       | Wasserkühlung                                                                                       | Wasserkühlung                                                                                       | Wasserkühlung                                                                                       | Wasserkühlung                                                                                       | Wasserkühlung                                                                                       | Wasserkühlung                                                                                       | Wasserkühlung                                                                                       | Wasserkühlung                                                                                       | Wasserkühlung                                                                                       | Wasserkühlung                                                                                       | Wasserkühlung                                                                                       | Wasserkühlung                                                                                       | Wasserkühlung                                                                                       | Wasserkühlung                                                                                       | Wasserkühlung                                                                                       |
| Bohrung × Hub                                 | 95 × 120 mm                                                                                         | 95 × 120 mm                                                                                         | 95 × 120 mm                                                                                         | 95 × 120 mm                                                                                         | 95 × 120 mm                                                                                         | 95 × 120 mm                                                                                         | 95 × 120 mm                                                                                         | 95 × 120 mm                                                                                         | 95 × 120 mm                                                                                         | 95 × 120 mm                                                                                         | 95 × 120 mm                                                                                         | 95 × 120 mm                                                                                         | 95 × 120 mm                                                                                         | 95 × 120 mm                                                                                         | 95 × 120 mm                                                                                         | 95 × 120 mm                                                                                         | 95 × 120 mm                                                                                         | 95 × 120 mm                                                                                         | 95 × 120 mm                                                                                         |
| Hubraum                                       | 5103 cm³                                                                                            | 5103 cm³                                                                                            | 5103 cm³                                                                                            | 5103 cm³                                                                                            | 5103 cm³                                                                                            | 5103 cm³                                                                                            | 5103 cm³                                                                                            | 5103 cm³                                                                                            | 5103 cm³                                                                                            | 5103 cm³                                                                                            | 5103 cm³                                                                                            | 5103 cm³                                                                                            | 5103 cm³                                                                                            | 5103 cm³                                                                                            | 5103 cm³                                                                                            | 5103 cm³                                                                                            | 5103 cm³                                                                                            | 5103 cm³                                                                                            | 5103 cm³                                                                                            |
| Nennleistung nach DIN 70020                   | 110 DIN-PS / 81 kW bei 3000 min−1                                                                   | 110 DIN-PS / 81 kW bei 3000 min−1                                                                   | 110 DIN-PS / 81 kW bei 3000 min−1                                                                   | 110 DIN-PS / 81 kW bei 3000 min−1                                                                   | 110 DIN-PS / 81 kW bei 3000 min−1                                                                   | 110 DIN-PS / 81 kW bei 3000 min−1                                                                   | 110 DIN-PS / 81 kW bei 3000 min−1                                                                   | 110 DIN-PS / 81 kW bei 3000 min−1                                                                   | 110 DIN-PS / 81 kW bei 3000 min−1                                                                   | 110 DIN-PS / 81 kW bei 3000 min−1                                                                   | 110 DIN-PS / 81 kW bei 3000 min−1                                                                   | 110 DIN-PS / 81 kW bei 3000 min−1                                                                   | 110 DIN-PS / 81 kW bei 3000 min−1                                                                   | 110 DIN-PS / 81 kW bei 3000 min−1                                                                   | 110 DIN-PS / 81 kW bei 3000 min−1                                                                   | 110 DIN-PS / 81 kW bei 3000 min−1                                                                   | 110 DIN-PS / 81 kW bei 3000 min−1                                                                   | 110 DIN-PS / 81 kW bei 3000 min−1                                                                   | 110 DIN-PS / 81 kW bei 3000 min−1                                                                   |
| Maximales Drehmoment nach DIN 70020           | 30,5 kpm / 299 Nm bei 1600 min−1                                                                    | 30,5 kpm / 299 Nm bei 1600 min−1                                                                    | 30,5 kpm / 299 Nm bei 1600 min−1                                                                    | 30,5 kpm / 299 Nm bei 1600 min−1                                                                    | 30,5 kpm / 299 Nm bei 1600 min−1                                                                    | 30,5 kpm / 299 Nm bei 1600 min−1                                                                    | 30,5 kpm / 299 Nm bei 1600 min−1                                                                    | 30,5 kpm / 299 Nm bei 1600 min−1                                                                    | 30,5 kpm / 299 Nm bei 1600 min−1                                                                    | 30,5 kpm / 299 Nm bei 1600 min−1                                                                    | 30,5 kpm / 299 Nm bei 1600 min−1                                                                    | 30,5 kpm / 299 Nm bei 1600 min−1                                                                    | 30,5 kpm / 299 Nm bei 1600 min−1                                                                    | 30,5 kpm / 299 Nm bei 1600 min−1                                                                    | 30,5 kpm / 299 Nm bei 1600 min−1                                                                    | 30,5 kpm / 299 Nm bei 1600 min−1                                                                    | 30,5 kpm / 299 Nm bei 1600 min−1                                                                    | 30,5 kpm / 299 Nm bei 1600 min−1                                                                    | 30,5 kpm / 299 Nm bei 1600 min−1                                                                    |
| Mittlere Kolbengeschwindigkeit                | 12 m/s                                                                                              | 12 m/s                                                                                              | 12 m/s                                                                                              | 12 m/s                                                                                              | 12 m/s                                                                                              | 12 m/s                                                                                              | 12 m/s                                                                                              | 12 m/s                                                                                              | 12 m/s                                                                                              | 12 m/s                                                                                              | 12 m/s                                                                                              | 12 m/s                                                                                              | 12 m/s                                                                                              | 12 m/s                                                                                              | 12 m/s                                                                                              | 12 m/s                                                                                              | 12 m/s                                                                                              | 12 m/s                                                                                              | 12 m/s                                                                                              |
| Verdichtungsverhältnis                        | 20,8:1                                                                                              | 20,8:1                                                                                              | 20,8:1                                                                                              | 20,8:1                                                                                              | 20,8:1                                                                                              | 20,8:1                                                                                              | 20,8:1                                                                                              | 20,8:1                                                                                              | 20,8:1                                                                                              | 20,8:1                                                                                              | 20,8:1                                                                                              | 20,8:1                                                                                              | 20,8:1                                                                                              | 20,8:1                                                                                              | 20,8:1                                                                                              | 20,8:1                                                                                              | 20,8:1                                                                                              | 20,8:1                                                                                              | 20,8:1                                                                                              |
| Einspritzdruck                                | 132 bar                                                                                             | 132 bar                                                                                             | 132 bar                                                                                             | 132 bar                                                                                             | 132 bar                                                                                             | 132 bar                                                                                             | 132 bar                                                                                             | 132 bar                                                                                             | 132 bar                                                                                             | 132 bar                                                                                             | 132 bar                                                                                             | 132 bar                                                                                             | 132 bar                                                                                             | 132 bar                                                                                             | 132 bar                                                                                             | 132 bar                                                                                             | 132 bar                                                                                             | 132 bar                                                                                             | 132 bar                                                                                             |
| Zündfolge                                     | 1-5-3-6-2-4                                                                                         | 1-5-3-6-2-4                                                                                         | 1-5-3-6-2-4                                                                                         | 1-5-3-6-2-4                                                                                         | 1-5-3-6-2-4                                                                                         | 1-5-3-6-2-4                                                                                         | 1-5-3-6-2-4                                                                                         | 1-5-3-6-2-4                                                                                         | 1-5-3-6-2-4                                                                                         | 1-5-3-6-2-4                                                                                         | 1-5-3-6-2-4                                                                                         | 1-5-3-6-2-4                                                                                         | 1-5-3-6-2-4                                                                                         | 1-5-3-6-2-4                                                                                         | 1-5-3-6-2-4                                                                                         | 1-5-3-6-2-4                                                                                         | 1-5-3-6-2-4                                                                                         | 1-5-3-6-2-4                                                                                         | 1-5-3-6-2-4                                                                                         |
| Einlassventil öffnet                          | 22° vor oberem Totpunkt                                                                             | 22° vor oberem Totpunkt                                                                             | 22° vor oberem Totpunkt                                                                             | 22° vor oberem Totpunkt                                                                             | 22° vor oberem Totpunkt                                                                             | 22° vor oberem Totpunkt                                                                             | 22° vor oberem Totpunkt                                                                             | 22° vor oberem Totpunkt                                                                             | 22° vor oberem Totpunkt                                                                             | 22° vor oberem Totpunkt                                                                             | 22° vor oberem Totpunkt                                                                             | 22° vor oberem Totpunkt                                                                             | 22° vor oberem Totpunkt                                                                             | 22° vor oberem Totpunkt                                                                             | 22° vor oberem Totpunkt                                                                             | 22° vor oberem Totpunkt                                                                             | 22° vor oberem Totpunkt                                                                             | 22° vor oberem Totpunkt                                                                             | 22° vor oberem Totpunkt                                                                             |
| Einlassventil schließt                        | 58° nach unterem Totpunkt                                                                           | 58° nach unterem Totpunkt                                                                           | 58° nach unterem Totpunkt                                                                           | 58° nach unterem Totpunkt                                                                           | 58° nach unterem Totpunkt                                                                           | 58° nach unterem Totpunkt                                                                           | 58° nach unterem Totpunkt                                                                           | 58° nach unterem Totpunkt                                                                           | 58° nach unterem Totpunkt                                                                           | 58° nach unterem Totpunkt                                                                           | 58° nach unterem Totpunkt                                                                           | 58° nach unterem Totpunkt                                                                           | 58° nach unterem Totpunkt                                                                           | 58° nach unterem Totpunkt                                                                           | 58° nach unterem Totpunkt                                                                           | 58° nach unterem Totpunkt                                                                           | 58° nach unterem Totpunkt                                                                           | 58° nach unterem Totpunkt                                                                           | 58° nach unterem Totpunkt                                                                           |
| Auslassventil öffnet                          | 56° vor unterem Totpunkt                                                                            | 56° vor unterem Totpunkt                                                                            | 56° vor unterem Totpunkt                                                                            | 56° vor unterem Totpunkt                                                                            | 56° vor unterem Totpunkt                                                                            | 56° vor unterem Totpunkt                                                                            | 56° vor unterem Totpunkt                                                                            | 56° vor unterem Totpunkt                                                                            | 56° vor unterem Totpunkt                                                                            | 56° vor unterem Totpunkt                                                                            | 56° vor unterem Totpunkt                                                                            | 56° vor unterem Totpunkt                                                                            | 56° vor unterem Totpunkt                                                                            | 56° vor unterem Totpunkt                                                                            | 56° vor unterem Totpunkt                                                                            | 56° vor unterem Totpunkt                                                                            | 56° vor unterem Totpunkt                                                                            | 56° vor unterem Totpunkt                                                                            | 56° vor unterem Totpunkt                                                                            |
| Auslassventil schließt                        | 26° nach oberem Totpunkt                                                                            | 26° nach oberem Totpunkt                                                                            | 26° nach oberem Totpunkt                                                                            | 26° nach oberem Totpunkt                                                                            | 26° nach oberem Totpunkt                                                                            | 26° nach oberem Totpunkt                                                                            | 26° nach oberem Totpunkt                                                                            | 26° nach oberem Totpunkt                                                                            | 26° nach oberem Totpunkt                                                                            | 26° nach oberem Totpunkt                                                                            | 26° nach oberem Totpunkt                                                                            | 26° nach oberem Totpunkt                                                                            | 26° nach oberem Totpunkt                                                                            | 26° nach oberem Totpunkt                                                                            | 26° nach oberem Totpunkt                                                                            | 26° nach oberem Totpunkt                                                                            | 26° nach oberem Totpunkt                                                                            | 26° nach oberem Totpunkt                                                                            | 26° nach oberem Totpunkt                                                                            |
| Motormasse                                    | 385 kg                                                                                              | 385 kg                                                                                              | 385 kg                                                                                              | 385 kg                                                                                              | 385 kg                                                                                              | 385 kg                                                                                              | 385 kg                                                                                              | 385 kg                                                                                              | 385 kg                                                                                              | 385 kg                                                                                              | 385 kg                                                                                              | 385 kg                                                                                              | 385 kg                                                                                              | 385 kg                                                                                              | 385 kg                                                                                              | 385 kg                                                                                              | 385 kg                                                                                              | 385 kg                                                                                              | 385 kg                                                                                              |
| Ölverbrauch (ml/100 km)                       | 250                                                                                                 | 250                                                                                                 | 250                                                                                                 | 250                                                                                                 | 250                                                                                                 | 250                                                                                                 | 250                                                                                                 | 250                                                                                                 | 250                                                                                                 | 250                                                                                                 | 250                                                                                                 | 250                                                                                                 | 250                                                                                                 | 250                                                                                                 | 250                                                                                                 | 250                                                                                                 | 250                                                                                                 | 250                                                                                                 | 250                                                                                                 |
| Kraftstoffverbrauch nach DIN 70030 (l/100 km) | 15,2                                                                                                | 15,2                                                                                                | 15,2                                                                                                | 15,2                                                                                                | 15,2                                                                                                | 15,2                                                                                                | 15,2                                                                                                | 15,2                                                                                                | 15,2                                                                                                | 16,7                                                                                                | 16,7                                                                                                | 16,7                                                                                                | 16,7                                                                                                | abhängig vom Auflieger                                                                              | abhängig vom Auflieger                                                                              | abhängig vom Auflieger                                                                              | abhängig vom Auflieger                                                                              | abhängig vom Auflieger                                                                              | abhängig vom Auflieger                                                                              |
| Füllmengen                                    | | | | | | | | | | | | | | | | | | | |
| Füllmenge des Kraftstoffbehälters (l)         | 100                                                                                                 | 100                                                                                                 | 100                                                                                                 | 100                                                                                                 | 100                                                                                                 | 100                                                                                                 | 100                                                                                                 | 100                                                                                                 | 100                                                                                                 | 100                                                                                                 | 100                                                                                                 | 100                                                                                                 | 100                                                                                                 | 100                                                                                                 | 100                                                                                                 | 100                                                                                                 | 100                                                                                                 | 100                                                                                                 | 100                                                                                                 |
| Füllmenge der Ölwanne (l)                     | 7–9                                                                                                 | 7–9                                                                                                 | 7–9                                                                                                 | 7–9                                                                                                 | 7–9                                                                                                 | 7–9                                                                                                 | 7–9                                                                                                 | 7–9                                                                                                 | 7–9                                                                                                 | 7–9                                                                                                 | 7–9                                                                                                 | 7–9                                                                                                 | 7–9                                                                                                 | 7–9                                                                                                 | 7–9                                                                                                 | 7–9                                                                                                 | 7–9                                                                                                 | 7–9                                                                                                 | 7–9                                                                                                 |
| Füllmenge des Kühlsystems (l)                 | 24                                                                                                  | 24                                                                                                  | 24                                                                                                  | 24                                                                                                  | 24                                                                                                  | 21                                                                                                  | 21                                                                                                  | 21                                                                                                  | 21                                                                                                  | 24                                                                                                  | 24                                                                                                  | 24                                                                                                  | 24                                                                                                  | 24                                                                                                  | 24                                                                                                  | 24                                                                                                  | 24                                                                                                  | 21                                                                                                  | 21                                                                                                  |
| Füllmenge des Getriebegehäuses (l)            | 3,7                                                                                                 | 3,7                                                                                                 | 3,7                                                                                                 | 3,7                                                                                                 | 3,7                                                                                                 | 3,7                                                                                                 | 3,7                                                                                                 | 3,7                                                                                                 | 3,7                                                                                                 | 3,7                                                                                                 | 3,7                                                                                                 | 3,7                                                                                                 | 3,7                                                                                                 | 3,7                                                                                                 | 3,7                                                                                                 | 3,7                                                                                                 | 3,7                                                                                                 | 3,7                                                                                                 | 3,7                                                                                                 |
| Elektrische Anlage                            | | | | | | | | | | | | | | | | | | | |
| Glühkerzen                                    | Bosch KE/GA 1/8 oder Beru 214 Ge (36 W)                                                             | Bosch KE/GA 1/8 oder Beru 214 Ge (36 W)                                                             | Bosch KE/GA 1/8 oder Beru 214 Ge (36 W)                                                             | Bosch KE/GA 1/8 oder Beru 214 Ge (36 W)                                                             | Bosch KE/GA 1/8 oder Beru 214 Ge (36 W)                                                             | Bosch KE/GA 1/8 oder Beru 214 Ge (36 W)                                                             | Bosch KE/GA 1/8 oder Beru 214 Ge (36 W)                                                             | Bosch KE/GA 1/8 oder Beru 214 Ge (36 W)                                                             | Bosch KE/GA 1/8 oder Beru 214 Ge (36 W)                                                             | Bosch KE/GA 1/8 oder Beru 214 Ge (36 W)                                                             | Bosch KE/GA 1/8 oder Beru 214 Ge (36 W)                                                             | Bosch KE/GA 1/8 oder Beru 214 Ge (36 W)                                                             | Bosch KE/GA 1/8 oder Beru 214 Ge (36 W)                                                             | Bosch KE/GA 1/8 oder Beru 214 Ge (36 W)                                                             | Bosch KE/GA 1/8 oder Beru 214 Ge (36 W)                                                             | Bosch KE/GA 1/8 oder Beru 214 Ge (36 W)                                                             | Bosch KE/GA 1/8 oder Beru 214 Ge (36 W)                                                             | Bosch KE/GA 1/8 oder Beru 214 Ge (36 W)                                                             | Bosch KE/GA 1/8 oder Beru 214 Ge (36 W)                                                             |
| Anlasser                                      | 12-V-Schubankeranlasser Bosch BNG 4/12 CR 201 (elektromagnetisch betätigt)                          | 12-V-Schubankeranlasser Bosch BNG 4/12 CR 201 (elektromagnetisch betätigt)                          | 12-V-Schubankeranlasser Bosch BNG 4/12 CR 201 (elektromagnetisch betätigt)                          | 12-V-Schubankeranlasser Bosch BNG 4/12 CR 201 (elektromagnetisch betätigt)                          | 12-V-Schubankeranlasser Bosch BNG 4/12 CR 201 (elektromagnetisch betätigt)                          | 12-V-Schubankeranlasser Bosch BNG 4/12 CR 201 (elektromagnetisch betätigt)                          | 12-V-Schubankeranlasser Bosch BNG 4/12 CR 201 (elektromagnetisch betätigt)                          | 12-V-Schubankeranlasser Bosch BNG 4/12 CR 201 (elektromagnetisch betätigt)                          | 12-V-Schubankeranlasser Bosch BNG 4/12 CR 201 (elektromagnetisch betätigt)                          | 12-V-Schubankeranlasser Bosch BNG 4/12 CR 201 (elektromagnetisch betätigt)                          | 12-V-Schubankeranlasser Bosch BNG 4/12 CR 201 (elektromagnetisch betätigt)                          | 12-V-Schubankeranlasser Bosch BNG 4/12 CR 201 (elektromagnetisch betätigt)                          | 12-V-Schubankeranlasser Bosch BNG 4/12 CR 201 (elektromagnetisch betätigt)                          | 12-V-Schubankeranlasser Bosch BNG 4/12 CR 201 (elektromagnetisch betätigt)                          | 12-V-Schubankeranlasser Bosch BNG 4/12 CR 201 (elektromagnetisch betätigt)                          | 12-V-Schubankeranlasser Bosch BNG 4/12 CR 201 (elektromagnetisch betätigt)                          | 12-V-Schubankeranlasser Bosch BNG 4/12 CR 201 (elektromagnetisch betätigt)                          | 12-V-Schubankeranlasser Bosch BNG 4/12 CR 201 (elektromagnetisch betätigt)                          | 12-V-Schubankeranlasser Bosch BNG 4/12 CR 201 (elektromagnetisch betätigt)                          |
| Lichtmaschine                                 | Bosch LJ/GJM 160/12-1600 R1 (12 V, 160 W) Antrieb über Keilriemen ab Kurbelwellendrehzahl 750 min−1 | Bosch LJ/GJM 160/12-1600 R1 (12 V, 160 W) Antrieb über Keilriemen ab Kurbelwellendrehzahl 750 min−1 | Bosch LJ/GJM 160/12-1600 R1 (12 V, 160 W) Antrieb über Keilriemen ab Kurbelwellendrehzahl 750 min−1 | Bosch LJ/GJM 160/12-1600 R1 (12 V, 160 W) Antrieb über Keilriemen ab Kurbelwellendrehzahl 750 min−1 | Bosch LJ/GJM 160/12-1600 R1 (12 V, 160 W) Antrieb über Keilriemen ab Kurbelwellendrehzahl 750 min−1 | Bosch LJ/GJM 160/12-1600 R1 (12 V, 160 W) Antrieb über Keilriemen ab Kurbelwellendrehzahl 750 min−1 | Bosch LJ/GJM 160/12-1600 R1 (12 V, 160 W) Antrieb über Keilriemen ab Kurbelwellendrehzahl 750 min−1 | Bosch LJ/GJM 160/12-1600 R1 (12 V, 160 W) Antrieb über Keilriemen ab Kurbelwellendrehzahl 750 min−1 | Bosch LJ/GJM 160/12-1600 R1 (12 V, 160 W) Antrieb über Keilriemen ab Kurbelwellendrehzahl 750 min−1 | Bosch LJ/GJM 160/12-1600 R1 (12 V, 160 W) Antrieb über Keilriemen ab Kurbelwellendrehzahl 750 min−1 | Bosch LJ/GJM 160/12-1600 R1 (12 V, 160 W) Antrieb über Keilriemen ab Kurbelwellendrehzahl 750 min−1 | Bosch LJ/GJM 160/12-1600 R1 (12 V, 160 W) Antrieb über Keilriemen ab Kurbelwellendrehzahl 750 min−1 | Bosch LJ/GJM 160/12-1600 R1 (12 V, 160 W) Antrieb über Keilriemen ab Kurbelwellendrehzahl 750 min−1 | Bosch LJ/GJM 160/12-1600 R1 (12 V, 160 W) Antrieb über Keilriemen ab Kurbelwellendrehzahl 750 min−1 | Bosch LJ/GJM 160/12-1600 R1 (12 V, 160 W) Antrieb über Keilriemen ab Kurbelwellendrehzahl 750 min−1 | Bosch LJ/GJM 160/12-1600 R1 (12 V, 160 W) Antrieb über Keilriemen ab Kurbelwellendrehzahl 750 min−1 | Bosch LJ/GJM 160/12-1600 R1 (12 V, 160 W) Antrieb über Keilriemen ab Kurbelwellendrehzahl 750 min−1 | Bosch LJ/GJM 160/12-1600 R1 (12 V, 160 W) Antrieb über Keilriemen ab Kurbelwellendrehzahl 750 min−1 | Bosch LJ/GJM 160/12-1600 R1 (12 V, 160 W) Antrieb über Keilriemen ab Kurbelwellendrehzahl 750 min−1 |
| Batterie                                      | 1 × Bleisäureakkumulator 12 V, 135 Ah                                                               | 1 × Bleisäureakkumulator 12 V, 135 Ah                                                               | 1 × Bleisäureakkumulator 12 V, 135 Ah                                                               | 1 × Bleisäureakkumulator 12 V, 135 Ah                                                               | 1 × Bleisäureakkumulator 12 V, 135 Ah                                                               | 1 × Bleisäureakkumulator 12 V, 135 Ah                                                               | 1 × Bleisäureakkumulator 12 V, 135 Ah                                                               | 1 × Bleisäureakkumulator 12 V, 135 Ah                                                               | 1 × Bleisäureakkumulator 12 V, 135 Ah                                                               | 1 × Bleisäureakkumulator 12 V, 135 Ah                                                               | 1 × Bleisäureakkumulator 12 V, 135 Ah                                                               | 1 × Bleisäureakkumulator 12 V, 135 Ah                                                               | 1 × Bleisäureakkumulator 12 V, 135 Ah                                                               | 1 × Bleisäureakkumulator 12 V, 135 Ah                                                               | 1 × Bleisäureakkumulator 12 V, 135 Ah                                                               | 1 × Bleisäureakkumulator 12 V, 135 Ah                                                               | 1 × Bleisäureakkumulator 12 V, 135 Ah                                                               | 1 × Bleisäureakkumulator 12 V, 135 Ah                                                               | 1 × Bleisäureakkumulator 12 V, 135 Ah                                                               |

### 1961–1963
| Kenngrößen                                    | L 322                                                                                                | L 322                                                                                                | L 322                                                                                                | LK 322                                                                                               | LP 322                                                                                               | LP 322                                                                                               | LP 322                                                                                               | LP 322                                                                                               | LP 322                                                                                               | LA 322                                                                                               | LA 322                                                                                               | LAK 322                                                                                              | LAS 322                                                                                              | LAS 322                                                                                              | LS 322                                                                                               | LS 322                                                                                               | LPS 322                                                                                              | LPS 322                                                                                              |
| Abmessungen und Gewichte                      | Abmessungen und Gewichte                                                                             | Abmessungen und Gewichte                                                                             | Abmessungen und Gewichte                                                                             | Abmessungen und Gewichte                                                                             | Abmessungen und Gewichte                                                                             | Abmessungen und Gewichte                                                                             | Abmessungen und Gewichte                                                                             | Abmessungen und Gewichte                                                                             | Abmessungen und Gewichte                                                                             | Abmessungen und Gewichte                                                                             | Abmessungen und Gewichte                                                                             | Abmessungen und Gewichte                                                                             | Abmessungen und Gewichte                                                                             | Abmessungen und Gewichte                                                                             | Abmessungen und Gewichte                                                                             | Abmessungen und Gewichte                                                                             | Abmessungen und Gewichte                                                                             | Abmessungen und Gewichte                                                                             |
| --------------------------------------------- | --- | --- | --- | --- | --- | --- | --- | --- | --- | --- | --- | --- | --- | --- | --- | --- | --- | --- |
| Radstand (mm)                                 | 3600                                                                                                 | 4200                                                                                                 | 4830                                                                                                 | 3600                                                                                                 | 3200                                                                                                 | 3600                                                                                                 | 4200                                                                                                 | 4830                                                                                                 | 5170                                                                                                 | 3600                                                                                                 | 4200                                                                                                 | 3600                                                                                                 | 3200                                                                                                 | 3600                                                                                                 | 3200                                                                                                 | 3600                                                                                                 | 3200                                                                                                 | 3600                                                                                                 |
| Länge (mm)                                    | 6175                                                                                                 | 6875                                                                                                 | 7875                                                                                                 | 6045                                                                                                 | 6330                                                                                                 | 7330                                                                                                 | 8080                                                                                                 | abhängig vom Aufbau                                                                                  | abhängig vom Aufbau                                                                                  | 6175                                                                                                 | 6875                                                                                                 | 6045                                                                                                 | 5445                                                                                                 | 5845                                                                                                 | 5445                                                                                                 | 5845                                                                                                 | 5655                                                                                                 | 6055                                                                                                 |
| Breite (mm)                                   | 2350                                                                                                 | 2350                                                                                                 | 2350                                                                                                 | 2350                                                                                                 | 2500                                                                                                 | 2500                                                                                                 | 2500                                                                                                 | abhängig vom Aufbau                                                                                  | abhängig vom Aufbau                                                                                  | 2380                                                                                                 | 2380                                                                                                 | 2380                                                                                                 | 2340                                                                                                 | 2340                                                                                                 | 2340                                                                                                 | 2340                                                                                                 | 2500                                                                                                 | 2500                                                                                                 |
| Höhe (mm)                                     | 2400                                                                                                 | 2400                                                                                                 | 2400                                                                                                 | 2400                                                                                                 | 2440                                                                                                 | 2440                                                                                                 | 2440                                                                                                 | abhängig vom Aufbau                                                                                  | abhängig vom Aufbau                                                                                  | 2560                                                                                                 | 2560                                                                                                 | 2560                                                                                                 | 2560                                                                                                 | 2560                                                                                                 | 2340                                                                                                 | 2340                                                                                                 | 2440                                                                                                 | 2440                                                                                                 |
| Spurweite vorne (mm)                          | 1920                                                                                                 | 1920                                                                                                 | 1920                                                                                                 | 1920                                                                                                 | 1920                                                                                                 | 1920                                                                                                 | 1920                                                                                                 | 1920                                                                                                 | 1920                                                                                                 | 1890                                                                                                 | 1890                                                                                                 | 1890                                                                                                 | 1890                                                                                                 | 1890                                                                                                 | 1920                                                                                                 | 1920                                                                                                 | 1920                                                                                                 | 1920                                                                                                 |
| Spurweite hinten (mm)                         | 1745                                                                                                 | 1745                                                                                                 | 1745                                                                                                 | 1745                                                                                                 | 1745                                                                                                 | 1745                                                                                                 | 1745                                                                                                 | 1745                                                                                                 | 1745                                                                                                 | 1745                                                                                                 | 1745                                                                                                 | 1745                                                                                                 | 1745                                                                                                 | 1745                                                                                                 | 1745                                                                                                 | 1745                                                                                                 | 1745                                                                                                 | 1745                                                                                                 |
| Bodenfreiheit (mm)                            | 255                                                                                                  | 255                                                                                                  | 255                                                                                                  | 255                                                                                                  | 255                                                                                                  | 255                                                                                                  | 255                                                                                                  | 255                                                                                                  | 255                                                                                                  | 255                                                                                                  | 255                                                                                                  | 255                                                                                                  | 255                                                                                                  | 255                                                                                                  | 255                                                                                                  | 255                                                                                                  | 255                                                                                                  | 255                                                                                                  |
| Wendekreisdurchmesser (m)                     | 12,9                                                                                                 | 14,4                                                                                                 | 15,9                                                                                                 | 12,9                                                                                                 | 12,6                                                                                                 | 13,6                                                                                                 | 15,2                                                                                                 | 16,9                                                                                                 | 18,2                                                                                                 | 15,9                                                                                                 | 17,9                                                                                                 | 18,0                                                                                                 | 14,6                                                                                                 | 15,9                                                                                                 | 11,9                                                                                                 | 12,9                                                                                                 | 12,6                                                                                                 | 13,6                                                                                                 |
| Leergewicht (kg)                              | 3650                                                                                                 | 3750                                                                                                 | 3900                                                                                                 | 4350                                                                                                 | 3700                                                                                                 | 3865                                                                                                 | 3980                                                                                                 | abhängig vom Aufbau                                                                                  | abhängig vom Aufbau                                                                                  | 4000                                                                                                 | 4100                                                                                                 | 4700                                                                                                 | 3430                                                                                                 | 3485                                                                                                 | 3150                                                                                                 | 3170                                                                                                 | 3165                                                                                                 | 3220                                                                                                 |
| Nutzlast (kg)                                 | 6850                                                                                                 | 6750                                                                                                 | 6600                                                                                                 | 6150                                                                                                 | 6800                                                                                                 | 6635                                                                                                 | 6520                                                                                                 | abhängig vom Aufbau                                                                                  | abhängig vom Aufbau                                                                                  | 6500                                                                                                 | 6400                                                                                                 | 5800                                                                                                 | 7370                                                                                                 | 7315                                                                                                 | 7650                                                                                                 | 7630                                                                                                 | 7780                                                                                                 | 7725                                                                                                 |
| Maximal zulässige Gesamtmasse (kg)            | 10500                                                                                                | 10500                                                                                                | 10500                                                                                                | 10500                                                                                                | 10500                                                                                                | 10500                                                                                                | 10500                                                                                                | 10500                                                                                                | 10500                                                                                                | 10500                                                                                                | 10500                                                                                                | 10500                                                                                                | 10500                                                                                                | 10500                                                                                                | 10500                                                                                                | 10500                                                                                                | 10500                                                                                                | 10500                                                                                                |
| Antriebsstrang                                | | | | | | | | | | | | | | | | | | |
| Kupplung                                      | Einscheibentrockenkupplung Fichtel & Sachs H 32                                                      | Einscheibentrockenkupplung Fichtel & Sachs H 32                                                      | Einscheibentrockenkupplung Fichtel & Sachs H 32                                                      | Einscheibentrockenkupplung Fichtel & Sachs H 32                                                      | Einscheibentrockenkupplung Fichtel & Sachs H 32                                                      | Einscheibentrockenkupplung Fichtel & Sachs H 32                                                      | Einscheibentrockenkupplung Fichtel & Sachs H 32                                                      | Einscheibentrockenkupplung Fichtel & Sachs H 32                                                      | Einscheibentrockenkupplung Fichtel & Sachs H 32                                                      | Einscheibentrockenkupplung Fichtel & Sachs H 32                                                      | Einscheibentrockenkupplung Fichtel & Sachs H 32                                                      | Einscheibentrockenkupplung Fichtel & Sachs H 32                                                      | Einscheibentrockenkupplung Fichtel & Sachs H 32                                                      | Einscheibentrockenkupplung Fichtel & Sachs H 32                                                      | Einscheibentrockenkupplung Fichtel & Sachs H 32                                                      | Einscheibentrockenkupplung Fichtel & Sachs H 32                                                      | Einscheibentrockenkupplung Fichtel & Sachs H 32                                                      | Einscheibentrockenkupplung Fichtel & Sachs H 32                                                      |
| Getriebe                                      | Manuelles Fünfganggetriebe von Daimler-Benz, vollsynchronisiert, alle Gänge geräuscharm              | Manuelles Fünfganggetriebe von Daimler-Benz, vollsynchronisiert, alle Gänge geräuscharm              | Manuelles Fünfganggetriebe von Daimler-Benz, vollsynchronisiert, alle Gänge geräuscharm              | Manuelles Fünfganggetriebe von Daimler-Benz, vollsynchronisiert, alle Gänge geräuscharm              | Manuelles Fünfganggetriebe von Daimler-Benz, vollsynchronisiert, alle Gänge geräuscharm              | Manuelles Fünfganggetriebe von Daimler-Benz, vollsynchronisiert, alle Gänge geräuscharm              | Manuelles Fünfganggetriebe von Daimler-Benz, vollsynchronisiert, alle Gänge geräuscharm              | Manuelles Fünfganggetriebe von Daimler-Benz, vollsynchronisiert, alle Gänge geräuscharm              | Manuelles Fünfganggetriebe von Daimler-Benz, vollsynchronisiert, alle Gänge geräuscharm              | Manuelles Fünfganggetriebe von Daimler-Benz, vollsynchronisiert, alle Gänge geräuscharm              | Manuelles Fünfganggetriebe von Daimler-Benz, vollsynchronisiert, alle Gänge geräuscharm              | Manuelles Fünfganggetriebe von Daimler-Benz, vollsynchronisiert, alle Gänge geräuscharm              | Manuelles Fünfganggetriebe von Daimler-Benz, vollsynchronisiert, alle Gänge geräuscharm              | Manuelles Fünfganggetriebe von Daimler-Benz, vollsynchronisiert, alle Gänge geräuscharm              | Manuelles Fünfganggetriebe von Daimler-Benz, vollsynchronisiert, alle Gänge geräuscharm              | Manuelles Fünfganggetriebe von Daimler-Benz, vollsynchronisiert, alle Gänge geräuscharm              | Manuelles Fünfganggetriebe von Daimler-Benz, vollsynchronisiert, alle Gänge geräuscharm              | Manuelles Fünfganggetriebe von Daimler-Benz, vollsynchronisiert, alle Gänge geräuscharm              |
| Antrieb auf                                   | Hinterräder                                                                                          | Hinterräder                                                                                          | Hinterräder                                                                                          | Hinterräder                                                                                          | Hinterräder                                                                                          | Hinterräder                                                                                          | Hinterräder                                                                                          | Hinterräder                                                                                          | Hinterräder                                                                                          | Alle Räder                                                                                           | Alle Räder                                                                                           | Alle Räder                                                                                           | Alle Räder                                                                                           | Alle Räder                                                                                           | Hinterräder                                                                                          | Hinterräder                                                                                          | Hinterräder                                                                                          | Hinterräder                                                                                          |
| Reifen                                        | 8,25-20 Super                                                                                        | 8,25-20 Super                                                                                        | 8,25-20 Super                                                                                        | 8,25-20 Super                                                                                        | 8,25-20 Super                                                                                        | 8,25-20 Super                                                                                        | 8,25-20 Super                                                                                        | 8,25-20 Super                                                                                        | 8,25-20 Super                                                                                        | 8,25-20 Super Gelände                                                                                | 8,25-20 Super Gelände                                                                                | 9,00-20 Gelände                                                                                      | 8,25-20 Super Gelände                                                                                | 8,25-20 Super Gelände                                                                                | 8,25-20 Super                                                                                        | 8,25-20 Super                                                                                        | 8,25-20 Super                                                                                        | 8,25-20 Super                                                                                        |
| Getriebeübersetzungen                         | 1. Gang: 8,98 2. Gang: 4,769 3. Gang: 2,754 4. Gang: 1,66 5. Gang: 1,00 R. Gang: 8,29                | 1. Gang: 8,98 2. Gang: 4,769 3. Gang: 2,754 4. Gang: 1,66 5. Gang: 1,00 R. Gang: 8,29                | 1. Gang: 8,98 2. Gang: 4,769 3. Gang: 2,754 4. Gang: 1,66 5. Gang: 1,00 R. Gang: 8,29                | 1. Gang: 8,98 2. Gang: 4,769 3. Gang: 2,754 4. Gang: 1,66 5. Gang: 1,00 R. Gang: 8,29                | 1. Gang: 8,98 2. Gang: 4,769 3. Gang: 2,754 4. Gang: 1,66 5. Gang: 1,00 R. Gang: 8,29                | 1. Gang: 8,98 2. Gang: 4,769 3. Gang: 2,754 4. Gang: 1,66 5. Gang: 1,00 R. Gang: 8,29                | 1. Gang: 8,98 2. Gang: 4,769 3. Gang: 2,754 4. Gang: 1,66 5. Gang: 1,00 R. Gang: 8,29                | 1. Gang: 8,98 2. Gang: 4,769 3. Gang: 2,754 4. Gang: 1,66 5. Gang: 1,00 R. Gang: 8,29                | 1. Gang: 8,98 2. Gang: 4,769 3. Gang: 2,754 4. Gang: 1,66 5. Gang: 1,00 R. Gang: 8,29                | 1. Gang: 8,98 2. Gang: 4,769 3. Gang: 2,754 4. Gang: 1,66 5. Gang: 1,00 R. Gang: 8,29                | 1. Gang: 8,98 2. Gang: 4,769 3. Gang: 2,754 4. Gang: 1,66 5. Gang: 1,00 R. Gang: 8,29                | 1. Gang: 8,98 2. Gang: 4,769 3. Gang: 2,754 4. Gang: 1,66 5. Gang: 1,00 R. Gang: 8,29                | 1. Gang: 8,98 2. Gang: 4,769 3. Gang: 2,754 4. Gang: 1,66 5. Gang: 1,00 R. Gang: 8,29                | 1. Gang: 8,98 2. Gang: 4,769 3. Gang: 2,754 4. Gang: 1,66 5. Gang: 1,00 R. Gang: 8,29                | 1. Gang: 8,98 2. Gang: 4,769 3. Gang: 2,754 4. Gang: 1,66 5. Gang: 1,00 R. Gang: 8,29                | 1. Gang: 8,98 2. Gang: 4,769 3. Gang: 2,754 4. Gang: 1,66 5. Gang: 1,00 R. Gang: 8,29                | 1. Gang: 8,98 2. Gang: 4,769 3. Gang: 2,754 4. Gang: 1,66 5. Gang: 1,00 R. Gang: 8,29                | 1. Gang: 8,98 2. Gang: 4,769 3. Gang: 2,754 4. Gang: 1,66 5. Gang: 1,00 R. Gang: 8,29                |
| Übersetzung vom Getriebe zur Hinterachse      | 6,857                                                                                                | 6,857                                                                                                | 6,857                                                                                                | 6,857                                                                                                | 6,857                                                                                                | 6,857                                                                                                | 6,857                                                                                                | 6,857                                                                                                | 6,857                                                                                                | 6,857                                                                                                | 6,857                                                                                                | 6,857                                                                                                | 6,857                                                                                                | 6,857                                                                                                | 6,857                                                                                                | 6,857                                                                                                | 6,857                                                                                                | 6,857                                                                                                |
| Übersetzung vom Getriebe zur Vorderachse      | – | – | – | – | – | – | – | – | – | 6,833                                                                                                | 6,833                                                                                                | 6,833                                                                                                | 6,833                                                                                                | 6,833                                                                                                | – | – | – | – |
| Höchstgeschwindigkeit (km/h)                  | 71,7                                                                                                 | 71,7                                                                                                 | 71,7                                                                                                 | 71,7                                                                                                 | 71,7                                                                                                 | 71,7                                                                                                 | 71,7                                                                                                 | 71,7                                                                                                 | 71,7                                                                                                 | 68,3                                                                                                 | 68,3                                                                                                 | 73,5                                                                                                 | 68,3                                                                                                 | 68,3                                                                                                 | 71,7                                                                                                 | 71,7                                                                                                 | 71,7                                                                                                 | 71,7                                                                                                 |
| Wirksame Gesamtbremsfläche (cm²)              | 2560                                                                                                 | 2560                                                                                                 | 2560                                                                                                 | 2560                                                                                                 | 2560                                                                                                 | 2560                                                                                                 | 2560                                                                                                 | 2560                                                                                                 | 2560                                                                                                 | 2200                                                                                                 | 2200                                                                                                 | 2200                                                                                                 | 2200                                                                                                 | 2200                                                                                                 | 2560                                                                                                 | 2560                                                                                                 | 2560                                                                                                 | 2560                                                                                                 |
| Motor                                         | | | | | | | | | | | | | | | | | | |
| Motortyp                                      | Mercedes-Benz OM 322                                                                                 | Mercedes-Benz OM 322                                                                                 | Mercedes-Benz OM 322                                                                                 | Mercedes-Benz OM 322                                                                                 | Mercedes-Benz OM 322                                                                                 | Mercedes-Benz OM 322                                                                                 | Mercedes-Benz OM 322                                                                                 | Mercedes-Benz OM 322                                                                                 | Mercedes-Benz OM 322                                                                                 | Mercedes-Benz OM 322                                                                                 | Mercedes-Benz OM 322                                                                                 | Mercedes-Benz OM 322                                                                                 | Mercedes-Benz OM 322                                                                                 | Mercedes-Benz OM 322                                                                                 | Mercedes-Benz OM 322                                                                                 | Mercedes-Benz OM 322                                                                                 | Mercedes-Benz OM 322                                                                                 | Mercedes-Benz OM 322                                                                                 |
| Motoraufbau                                   | Sechszylinder-Reihen-Viertakt-Dieselmotor                                                            | Sechszylinder-Reihen-Viertakt-Dieselmotor                                                            | Sechszylinder-Reihen-Viertakt-Dieselmotor                                                            | Sechszylinder-Reihen-Viertakt-Dieselmotor                                                            | Sechszylinder-Reihen-Viertakt-Dieselmotor                                                            | Sechszylinder-Reihen-Viertakt-Dieselmotor                                                            | Sechszylinder-Reihen-Viertakt-Dieselmotor                                                            | Sechszylinder-Reihen-Viertakt-Dieselmotor                                                            | Sechszylinder-Reihen-Viertakt-Dieselmotor                                                            | Sechszylinder-Reihen-Viertakt-Dieselmotor                                                            | Sechszylinder-Reihen-Viertakt-Dieselmotor                                                            | Sechszylinder-Reihen-Viertakt-Dieselmotor                                                            | Sechszylinder-Reihen-Viertakt-Dieselmotor                                                            | Sechszylinder-Reihen-Viertakt-Dieselmotor                                                            | Sechszylinder-Reihen-Viertakt-Dieselmotor                                                            | Sechszylinder-Reihen-Viertakt-Dieselmotor                                                            | Sechszylinder-Reihen-Viertakt-Dieselmotor                                                            | Sechszylinder-Reihen-Viertakt-Dieselmotor                                                            |
| Gemischbildung                                | Vorkammereinspritzung                                                                                | Vorkammereinspritzung                                                                                | Vorkammereinspritzung                                                                                | Vorkammereinspritzung                                                                                | Vorkammereinspritzung                                                                                | Vorkammereinspritzung                                                                                | Vorkammereinspritzung                                                                                | Vorkammereinspritzung                                                                                | Vorkammereinspritzung                                                                                | Vorkammereinspritzung                                                                                | Vorkammereinspritzung                                                                                | Vorkammereinspritzung                                                                                | Vorkammereinspritzung                                                                                | Vorkammereinspritzung                                                                                | Vorkammereinspritzung                                                                                | Vorkammereinspritzung                                                                                | Vorkammereinspritzung                                                                                | Vorkammereinspritzung                                                                                |
| Ventilsteuerung                               | OHV-Ventilsteuerung, zwei Ventile                                                                    | OHV-Ventilsteuerung, zwei Ventile                                                                    | OHV-Ventilsteuerung, zwei Ventile                                                                    | OHV-Ventilsteuerung, zwei Ventile                                                                    | OHV-Ventilsteuerung, zwei Ventile                                                                    | OHV-Ventilsteuerung, zwei Ventile                                                                    | OHV-Ventilsteuerung, zwei Ventile                                                                    | OHV-Ventilsteuerung, zwei Ventile                                                                    | OHV-Ventilsteuerung, zwei Ventile                                                                    | OHV-Ventilsteuerung, zwei Ventile                                                                    | OHV-Ventilsteuerung, zwei Ventile                                                                    | OHV-Ventilsteuerung, zwei Ventile                                                                    | OHV-Ventilsteuerung, zwei Ventile                                                                    | OHV-Ventilsteuerung, zwei Ventile                                                                    | OHV-Ventilsteuerung, zwei Ventile                                                                    | OHV-Ventilsteuerung, zwei Ventile                                                                    | OHV-Ventilsteuerung, zwei Ventile                                                                    | OHV-Ventilsteuerung, zwei Ventile                                                                    |
| Kühlung                                       | Wasserkühlung                                                                                        | Wasserkühlung                                                                                        | Wasserkühlung                                                                                        | Wasserkühlung                                                                                        | Wasserkühlung                                                                                        | Wasserkühlung                                                                                        | Wasserkühlung                                                                                        | Wasserkühlung                                                                                        | Wasserkühlung                                                                                        | Wasserkühlung                                                                                        | Wasserkühlung                                                                                        | Wasserkühlung                                                                                        | Wasserkühlung                                                                                        | Wasserkühlung                                                                                        | Wasserkühlung                                                                                        | Wasserkühlung                                                                                        | Wasserkühlung                                                                                        | Wasserkühlung                                                                                        |
| Bohrung × Hub                                 | 97 × 128 mm                                                                                          | 97 × 128 mm                                                                                          | 97 × 128 mm                                                                                          | 97 × 128 mm                                                                                          | 97 × 128 mm                                                                                          | 97 × 128 mm                                                                                          | 97 × 128 mm                                                                                          | 97 × 128 mm                                                                                          | 97 × 128 mm                                                                                          | 97 × 128 mm                                                                                          | 97 × 128 mm                                                                                          | 97 × 128 mm                                                                                          | 97 × 128 mm                                                                                          | 97 × 128 mm                                                                                          | 97 × 128 mm                                                                                          | 97 × 128 mm                                                                                          | 97 × 128 mm                                                                                          | 97 × 128 mm                                                                                          |
| Hubraum                                       | 5675 cm³                                                                                             | 5675 cm³                                                                                             | 5675 cm³                                                                                             | 5675 cm³                                                                                             | 5675 cm³                                                                                             | 5675 cm³                                                                                             | 5675 cm³                                                                                             | 5675 cm³                                                                                             | 5675 cm³                                                                                             | 5675 cm³                                                                                             | 5675 cm³                                                                                             | 5675 cm³                                                                                             | 5675 cm³                                                                                             | 5675 cm³                                                                                             | 5675 cm³                                                                                             | 5675 cm³                                                                                             | 5675 cm³                                                                                             | 5675 cm³                                                                                             |
| Nennleistung nach DIN 70020                   | 126 DIN-PS / 93 kW bei 2800 min−1                                                                    | 126 DIN-PS / 93 kW bei 2800 min−1                                                                    | 126 DIN-PS / 93 kW bei 2800 min−1                                                                    | 126 DIN-PS / 93 kW bei 2800 min−1                                                                    | 126 DIN-PS / 93 kW bei 2800 min−1                                                                    | 126 DIN-PS / 93 kW bei 2800 min−1                                                                    | 126 DIN-PS / 93 kW bei 2800 min−1                                                                    | 126 DIN-PS / 93 kW bei 2800 min−1                                                                    | 126 DIN-PS / 93 kW bei 2800 min−1                                                                    | 126 DIN-PS / 93 kW bei 2800 min−1                                                                    | 126 DIN-PS / 93 kW bei 2800 min−1                                                                    | 126 DIN-PS / 93 kW bei 2800 min−1                                                                    | 126 DIN-PS / 93 kW bei 2800 min−1                                                                    | 126 DIN-PS / 93 kW bei 2800 min−1                                                                    | 126 DIN-PS / 93 kW bei 2800 min−1                                                                    | 126 DIN-PS / 93 kW bei 2800 min−1                                                                    | 126 DIN-PS / 93 kW bei 2800 min−1                                                                    | 126 DIN-PS / 93 kW bei 2800 min−1                                                                    |
| Maximales Drehmoment nach DIN 70020           | 36 kpm / 353 Nm bei 1600 min−1                                                                       | 36 kpm / 353 Nm bei 1600 min−1                                                                       | 36 kpm / 353 Nm bei 1600 min−1                                                                       | 36 kpm / 353 Nm bei 1600 min−1                                                                       | 36 kpm / 353 Nm bei 1600 min−1                                                                       | 36 kpm / 353 Nm bei 1600 min−1                                                                       | 36 kpm / 353 Nm bei 1600 min−1                                                                       | 36 kpm / 353 Nm bei 1600 min−1                                                                       | 36 kpm / 353 Nm bei 1600 min−1                                                                       | 36 kpm / 353 Nm bei 1600 min−1                                                                       | 36 kpm / 353 Nm bei 1600 min−1                                                                       | 36 kpm / 353 Nm bei 1600 min−1                                                                       | 36 kpm / 353 Nm bei 1600 min−1                                                                       | 36 kpm / 353 Nm bei 1600 min−1                                                                       | 36 kpm / 353 Nm bei 1600 min−1                                                                       | 36 kpm / 353 Nm bei 1600 min−1                                                                       | 36 kpm / 353 Nm bei 1600 min−1                                                                       | 36 kpm / 353 Nm bei 1600 min−1                                                                       |
| Mittlere Kolbengeschwindigkeit                | 12 m/s                                                                                               | 12 m/s                                                                                               | 12 m/s                                                                                               | 12 m/s                                                                                               | 12 m/s                                                                                               | 12 m/s                                                                                               | 12 m/s                                                                                               | 12 m/s                                                                                               | 12 m/s                                                                                               | 12 m/s                                                                                               | 12 m/s                                                                                               | 12 m/s                                                                                               | 12 m/s                                                                                               | 12 m/s                                                                                               | 12 m/s                                                                                               | 12 m/s                                                                                               | 12 m/s                                                                                               | 12 m/s                                                                                               |
| Verdichtungsverhältnis                        | 22,7:1                                                                                               | 22,7:1                                                                                               | 22,7:1                                                                                               | 22,7:1                                                                                               | 22,7:1                                                                                               | 22,7:1                                                                                               | 22,7:1                                                                                               | 22,7:1                                                                                               | 22,7:1                                                                                               | 22,7:1                                                                                               | 22,7:1                                                                                               | 22,7:1                                                                                               | 22,7:1                                                                                               | 22,7:1                                                                                               | 22,7:1                                                                                               | 22,7:1                                                                                               | 22,7:1                                                                                               | 22,7:1                                                                                               |
| Einspritzdruck                                | 127–137 bar                                                                                          | 127–137 bar                                                                                          | 127–137 bar                                                                                          | 127–137 bar                                                                                          | 127–137 bar                                                                                          | 127–137 bar                                                                                          | 127–137 bar                                                                                          | 127–137 bar                                                                                          | 127–137 bar                                                                                          | 127–137 bar                                                                                          | 127–137 bar                                                                                          | 127–137 bar                                                                                          | 127–137 bar                                                                                          | 127–137 bar                                                                                          | 127–137 bar                                                                                          | 127–137 bar                                                                                          | 127–137 bar                                                                                          | 127–137 bar                                                                                          |
| Zündfolge                                     | 1-5-3-6-2-4                                                                                          | 1-5-3-6-2-4                                                                                          | 1-5-3-6-2-4                                                                                          | 1-5-3-6-2-4                                                                                          | 1-5-3-6-2-4                                                                                          | 1-5-3-6-2-4                                                                                          | 1-5-3-6-2-4                                                                                          | 1-5-3-6-2-4                                                                                          | 1-5-3-6-2-4                                                                                          | 1-5-3-6-2-4                                                                                          | 1-5-3-6-2-4                                                                                          | 1-5-3-6-2-4                                                                                          | 1-5-3-6-2-4                                                                                          | 1-5-3-6-2-4                                                                                          | 1-5-3-6-2-4                                                                                          | 1-5-3-6-2-4                                                                                          | 1-5-3-6-2-4                                                                                          | 1-5-3-6-2-4                                                                                          |
| Einlassventil öffnet                          | 29° vor oberem Totpunkt                                                                              | 29° vor oberem Totpunkt                                                                              | 29° vor oberem Totpunkt                                                                              | 29° vor oberem Totpunkt                                                                              | 29° vor oberem Totpunkt                                                                              | 29° vor oberem Totpunkt                                                                              | 29° vor oberem Totpunkt                                                                              | 29° vor oberem Totpunkt                                                                              | 29° vor oberem Totpunkt                                                                              | 29° vor oberem Totpunkt                                                                              | 29° vor oberem Totpunkt                                                                              | 29° vor oberem Totpunkt                                                                              | 29° vor oberem Totpunkt                                                                              | 29° vor oberem Totpunkt                                                                              | 29° vor oberem Totpunkt                                                                              | 29° vor oberem Totpunkt                                                                              | 29° vor oberem Totpunkt                                                                              | 29° vor oberem Totpunkt                                                                              |
| Einlassventil schließt                        | 55,9° nach unterem Totpunkt                                                                          | 55,9° nach unterem Totpunkt                                                                          | 55,9° nach unterem Totpunkt                                                                          | 55,9° nach unterem Totpunkt                                                                          | 55,9° nach unterem Totpunkt                                                                          | 55,9° nach unterem Totpunkt                                                                          | 55,9° nach unterem Totpunkt                                                                          | 55,9° nach unterem Totpunkt                                                                          | 55,9° nach unterem Totpunkt                                                                          | 55,9° nach unterem Totpunkt                                                                          | 55,9° nach unterem Totpunkt                                                                          | 55,9° nach unterem Totpunkt                                                                          | 55,9° nach unterem Totpunkt                                                                          | 55,9° nach unterem Totpunkt                                                                          | 55,9° nach unterem Totpunkt                                                                          | 55,9° nach unterem Totpunkt                                                                          | 55,9° nach unterem Totpunkt                                                                          | 55,9° nach unterem Totpunkt                                                                          |
| Auslassventil öffnet                          | 57,4° vor unterem Totpunkt                                                                           | 57,4° vor unterem Totpunkt                                                                           | 57,4° vor unterem Totpunkt                                                                           | 57,4° vor unterem Totpunkt                                                                           | 57,4° vor unterem Totpunkt                                                                           | 57,4° vor unterem Totpunkt                                                                           | 57,4° vor unterem Totpunkt                                                                           | 57,4° vor unterem Totpunkt                                                                           | 57,4° vor unterem Totpunkt                                                                           | 57,4° vor unterem Totpunkt                                                                           | 57,4° vor unterem Totpunkt                                                                           | 57,4° vor unterem Totpunkt                                                                           | 57,4° vor unterem Totpunkt                                                                           | 57,4° vor unterem Totpunkt                                                                           | 57,4° vor unterem Totpunkt                                                                           | 57,4° vor unterem Totpunkt                                                                           | 57,4° vor unterem Totpunkt                                                                           | 57,4° vor unterem Totpunkt                                                                           |
| Auslassventil schließt                        | 24,3° nach oberem Totpunkt                                                                           | 24,3° nach oberem Totpunkt                                                                           | 24,3° nach oberem Totpunkt                                                                           | 24,3° nach oberem Totpunkt                                                                           | 24,3° nach oberem Totpunkt                                                                           | 24,3° nach oberem Totpunkt                                                                           | 24,3° nach oberem Totpunkt                                                                           | 24,3° nach oberem Totpunkt                                                                           | 24,3° nach oberem Totpunkt                                                                           | 24,3° nach oberem Totpunkt                                                                           | 24,3° nach oberem Totpunkt                                                                           | 24,3° nach oberem Totpunkt                                                                           | 24,3° nach oberem Totpunkt                                                                           | 24,3° nach oberem Totpunkt                                                                           | 24,3° nach oberem Totpunkt                                                                           | 24,3° nach oberem Totpunkt                                                                           | 24,3° nach oberem Totpunkt                                                                           | 24,3° nach oberem Totpunkt                                                                           |
| Motormasse                                    | 410 kg                                                                                               | 410 kg                                                                                               | 410 kg                                                                                               | 410 kg                                                                                               | 410 kg                                                                                               | 410 kg                                                                                               | 410 kg                                                                                               | 410 kg                                                                                               | 410 kg                                                                                               | 410 kg                                                                                               | 410 kg                                                                                               | 410 kg                                                                                               | 410 kg                                                                                               | 410 kg                                                                                               | 410 kg                                                                                               | 410 kg                                                                                               | 410 kg                                                                                               | 410 kg                                                                                               |
| Ölverbrauch (ml/100 km)                       | 250                                                                                                  | 250                                                                                                  | 250                                                                                                  | 250                                                                                                  | 250                                                                                                  | 250                                                                                                  | 250                                                                                                  | 250                                                                                                  | 250                                                                                                  | 250                                                                                                  | 250                                                                                                  | 250                                                                                                  | 250                                                                                                  | 250                                                                                                  | 250                                                                                                  | 250                                                                                                  | 250                                                                                                  | 250                                                                                                  |
| Kraftstoffverbrauch nach DIN 70030 (l/100 km) | 15,6                                                                                                 | 15,6                                                                                                 | 15,6                                                                                                 | 15,6                                                                                                 | 17,1                                                                                                 | 17,1                                                                                                 | 17,1                                                                                                 | 17,1                                                                                                 | 17,1                                                                                                 | 16,7                                                                                                 | 16,7                                                                                                 | 16,7                                                                                                 | abhängig vom Auflieger                                                                               | abhängig vom Auflieger                                                                               | abhängig vom Auflieger                                                                               | abhängig vom Auflieger                                                                               | abhängig vom Auflieger                                                                               | abhängig vom Auflieger                                                                               |
| Füllmengen                                    | | | | | | | | | | | | | | | | | | |
| Füllmenge des Kraftstoffbehälters (l)         | 100                                                                                                  | 100                                                                                                  | 100                                                                                                  | 100                                                                                                  | 100                                                                                                  | 100                                                                                                  | 100                                                                                                  | 100                                                                                                  | 100                                                                                                  | 100                                                                                                  | 100                                                                                                  | 100                                                                                                  | 100                                                                                                  | 100                                                                                                  | 100                                                                                                  | 100                                                                                                  | 100                                                                                                  | 100                                                                                                  |
| Füllmenge der Ölwanne (l)                     | 7–9                                                                                                  | 7–9                                                                                                  | 7–9                                                                                                  | 7–9                                                                                                  | 7–9                                                                                                  | 7–9                                                                                                  | 7–9                                                                                                  | 7–9                                                                                                  | 7–9                                                                                                  | 7–9                                                                                                  | 7–9                                                                                                  | 7–9                                                                                                  | 7–9                                                                                                  | 7–9                                                                                                  | 7–9                                                                                                  | 7–9                                                                                                  | 7–9                                                                                                  | 7–9                                                                                                  |
| Füllmenge des Kühlsystems (l)                 | 24                                                                                                   | 24                                                                                                   | 24                                                                                                   | 24                                                                                                   | 24                                                                                                   | 21                                                                                                   | 21                                                                                                   | 21                                                                                                   | 21                                                                                                   | 24                                                                                                   | 24                                                                                                   | 24                                                                                                   | 24                                                                                                   | 24                                                                                                   | 24                                                                                                   | 24                                                                                                   | 21                                                                                                   | 21                                                                                                   |
| Füllmenge des Getriebegehäuses (l)            | 3,7                                                                                                  | 3,7                                                                                                  | 3,7                                                                                                  | 3,7                                                                                                  | 3,7                                                                                                  | 3,7                                                                                                  | 3,7                                                                                                  | 3,7                                                                                                  | 3,7                                                                                                  | 3,7                                                                                                  | 3,7                                                                                                  | 3,7                                                                                                  | 3,7                                                                                                  | 3,7                                                                                                  | 3,7                                                                                                  | 3,7                                                                                                  | 3,7                                                                                                  | 3,7                                                                                                  |
| Elektrische Anlage                            | | | | | | | | | | | | | | | | | | |
| Glühkerzen                                    | Bosch KE/GA 1/21 oder Beru 348 Ge (36 W)                                                             | Bosch KE/GA 1/21 oder Beru 348 Ge (36 W)                                                             | Bosch KE/GA 1/21 oder Beru 348 Ge (36 W)                                                             | Bosch KE/GA 1/21 oder Beru 348 Ge (36 W)                                                             | Bosch KE/GA 1/21 oder Beru 348 Ge (36 W)                                                             | Bosch KE/GA 1/21 oder Beru 348 Ge (36 W)                                                             | Bosch KE/GA 1/21 oder Beru 348 Ge (36 W)                                                             | Bosch KE/GA 1/21 oder Beru 348 Ge (36 W)                                                             | Bosch KE/GA 1/21 oder Beru 348 Ge (36 W)                                                             | Bosch KE/GA 1/21 oder Beru 348 Ge (36 W)                                                             | Bosch KE/GA 1/21 oder Beru 348 Ge (36 W)                                                             | Bosch KE/GA 1/21 oder Beru 348 Ge (36 W)                                                             | Bosch KE/GA 1/21 oder Beru 348 Ge (36 W)                                                             | Bosch KE/GA 1/21 oder Beru 348 Ge (36 W)                                                             | Bosch KE/GA 1/21 oder Beru 348 Ge (36 W)                                                             | Bosch KE/GA 1/21 oder Beru 348 Ge (36 W)                                                             | Bosch KE/GA 1/21 oder Beru 348 Ge (36 W)                                                             | Bosch KE/GA 1/21 oder Beru 348 Ge (36 W)                                                             |
| Anlasser                                      | 12-V-Schubankeranlasser Bosch BNG 4/12 CR 201 (elektromagnetisch betätigt)                           | 12-V-Schubankeranlasser Bosch BNG 4/12 CR 201 (elektromagnetisch betätigt)                           | 12-V-Schubankeranlasser Bosch BNG 4/12 CR 201 (elektromagnetisch betätigt)                           | 12-V-Schubankeranlasser Bosch BNG 4/12 CR 201 (elektromagnetisch betätigt)                           | 12-V-Schubankeranlasser Bosch BNG 4/12 CR 201 (elektromagnetisch betätigt)                           | 12-V-Schubankeranlasser Bosch BNG 4/12 CR 201 (elektromagnetisch betätigt)                           | 12-V-Schubankeranlasser Bosch BNG 4/12 CR 201 (elektromagnetisch betätigt)                           | 12-V-Schubankeranlasser Bosch BNG 4/12 CR 201 (elektromagnetisch betätigt)                           | 12-V-Schubankeranlasser Bosch BNG 4/12 CR 201 (elektromagnetisch betätigt)                           | 12-V-Schubankeranlasser Bosch BNG 4/12 CR 201 (elektromagnetisch betätigt)                           | 12-V-Schubankeranlasser Bosch BNG 4/12 CR 201 (elektromagnetisch betätigt)                           | 12-V-Schubankeranlasser Bosch BNG 4/12 CR 201 (elektromagnetisch betätigt)                           | 12-V-Schubankeranlasser Bosch BNG 4/12 CR 201 (elektromagnetisch betätigt)                           | 12-V-Schubankeranlasser Bosch BNG 4/12 CR 201 (elektromagnetisch betätigt)                           | 12-V-Schubankeranlasser Bosch BNG 4/12 CR 201 (elektromagnetisch betätigt)                           | 12-V-Schubankeranlasser Bosch BNG 4/12 CR 201 (elektromagnetisch betätigt)                           | 12-V-Schubankeranlasser Bosch BNG 4/12 CR 201 (elektromagnetisch betätigt)                           | 12-V-Schubankeranlasser Bosch BNG 4/12 CR 201 (elektromagnetisch betätigt)                           |
| Lichtmaschine                                 | Bosch LJ/GG 240/12-2400 R16 (12 V, 1240 W) Antrieb über Keilriemen ab Kurbelwellendrehzahl 928 min−1 | Bosch LJ/GG 240/12-2400 R16 (12 V, 1240 W) Antrieb über Keilriemen ab Kurbelwellendrehzahl 928 min−1 | Bosch LJ/GG 240/12-2400 R16 (12 V, 1240 W) Antrieb über Keilriemen ab Kurbelwellendrehzahl 928 min−1 | Bosch LJ/GG 240/12-2400 R16 (12 V, 1240 W) Antrieb über Keilriemen ab Kurbelwellendrehzahl 928 min−1 | Bosch LJ/GG 240/12-2400 R16 (12 V, 1240 W) Antrieb über Keilriemen ab Kurbelwellendrehzahl 928 min−1 | Bosch LJ/GG 240/12-2400 R16 (12 V, 1240 W) Antrieb über Keilriemen ab Kurbelwellendrehzahl 928 min−1 | Bosch LJ/GG 240/12-2400 R16 (12 V, 1240 W) Antrieb über Keilriemen ab Kurbelwellendrehzahl 928 min−1 | Bosch LJ/GG 240/12-2400 R16 (12 V, 1240 W) Antrieb über Keilriemen ab Kurbelwellendrehzahl 928 min−1 | Bosch LJ/GG 240/12-2400 R16 (12 V, 1240 W) Antrieb über Keilriemen ab Kurbelwellendrehzahl 928 min−1 | Bosch LJ/GG 240/12-2400 R16 (12 V, 1240 W) Antrieb über Keilriemen ab Kurbelwellendrehzahl 928 min−1 | Bosch LJ/GG 240/12-2400 R16 (12 V, 1240 W) Antrieb über Keilriemen ab Kurbelwellendrehzahl 928 min−1 | Bosch LJ/GG 240/12-2400 R16 (12 V, 1240 W) Antrieb über Keilriemen ab Kurbelwellendrehzahl 928 min−1 | Bosch LJ/GG 240/12-2400 R16 (12 V, 1240 W) Antrieb über Keilriemen ab Kurbelwellendrehzahl 928 min−1 | Bosch LJ/GG 240/12-2400 R16 (12 V, 1240 W) Antrieb über Keilriemen ab Kurbelwellendrehzahl 928 min−1 | Bosch LJ/GG 240/12-2400 R16 (12 V, 1240 W) Antrieb über Keilriemen ab Kurbelwellendrehzahl 928 min−1 | Bosch LJ/GG 240/12-2400 R16 (12 V, 1240 W) Antrieb über Keilriemen ab Kurbelwellendrehzahl 928 min−1 | Bosch LJ/GG 240/12-2400 R16 (12 V, 1240 W) Antrieb über Keilriemen ab Kurbelwellendrehzahl 928 min−1 | Bosch LJ/GG 240/12-2400 R16 (12 V, 1240 W) Antrieb über Keilriemen ab Kurbelwellendrehzahl 928 min−1 |
| Batterie                                      | 1 × Bleisäureakkumulator 12 V, 143 Ah                                                                | 1 × Bleisäureakkumulator 12 V, 143 Ah                                                                | 1 × Bleisäureakkumulator 12 V, 143 Ah                                                                | 1 × Bleisäureakkumulator 12 V, 143 Ah                                                                | 1 × Bleisäureakkumulator 12 V, 143 Ah                                                                | 1 × Bleisäureakkumulator 12 V, 143 Ah                                                                | 1 × Bleisäureakkumulator 12 V, 143 Ah                                                                | 1 × Bleisäureakkumulator 12 V, 143 Ah                                                                | 1 × Bleisäureakkumulator 12 V, 143 Ah                                                                | 1 × Bleisäureakkumulator 12 V, 143 Ah                                                                | 1 × Bleisäureakkumulator 12 V, 143 Ah                                                                | 1 × Bleisäureakkumulator 12 V, 143 Ah                                                                | 1 × Bleisäureakkumulator 12 V, 143 Ah                                                                | 1 × Bleisäureakkumulator 12 V, 143 Ah                                                                | 1 × Bleisäureakkumulator 12 V, 143 Ah                                                                | 1 × Bleisäureakkumulator 12 V, 143 Ah                                                                | 1 × Bleisäureakkumulator 12 V, 143 Ah                                                                | 1 × Bleisäureakkumulator 12 V, 143 Ah                                                                |

### 1963–1966
| Kenngrößen                                    | L 1113                                                                                               | L 1113                                                                                               | L 1113                                                                                               | LK 1113                                                                                              |
| Abmessungen und Gewichte                      | Abmessungen und Gewichte                                                                             | Abmessungen und Gewichte                                                                             | Abmessungen und Gewichte                                                                             | Abmessungen und Gewichte                                                                             |
| --------------------------------------------- | --- | --- | --- | --- |
| Radstand (mm)                                 | 3600                                                                                                 | 4200                                                                                                 | 4830                                                                                                 | 3600                                                                                                 |
| Länge (mm)                                    | 6175                                                                                                 | 6875                                                                                                 | 7875                                                                                                 | 6045                                                                                                 |
| Breite (mm)                                   | 2380                                                                                                 | 2380                                                                                                 | 2380                                                                                                 | 2380                                                                                                 |
| Höhe (mm)                                     | 2430                                                                                                 | 2430                                                                                                 | 2430                                                                                                 | 2430                                                                                                 |
| Spurweite vorne (mm)                          | 1920                                                                                                 | 1920                                                                                                 | 1920                                                                                                 | 1920                                                                                                 |
| Spurweite hinten (mm)                         | 1745                                                                                                 | 1745                                                                                                 | 1745                                                                                                 | 1745                                                                                                 |
| Bodenfreiheit (mm)                            | 255                                                                                                  | 255                                                                                                  | 255                                                                                                  | 255                                                                                                  |
| Wendekreisdurchmesser (m)                     | 12,9                                                                                                 | 14,4                                                                                                 | 15,9                                                                                                 | 12,9                                                                                                 |
| Leergewicht (kg)                              | 3700                                                                                                 | 3800                                                                                                 | 3950                                                                                                 | 4350                                                                                                 |
| Nutzlast (kg)                                 | 6800                                                                                                 | 6700                                                                                                 | 6550                                                                                                 | 6150                                                                                                 |
| Maximal zulässige Gesamtmasse (kg)            | 10500                                                                                                | 10500                                                                                                | 10500                                                                                                | 10500                                                                                                |
| Antriebsstrang                                | | | | |
| Kupplung                                      | Einscheibentrockenkupplung Fichtel & Sachs                                                           | Einscheibentrockenkupplung Fichtel & Sachs                                                           | Einscheibentrockenkupplung Fichtel & Sachs                                                           | Einscheibentrockenkupplung Fichtel & Sachs                                                           |
| Getriebe                                      | Manuelles Fünfganggetriebe Daimler-Benz G32, vollsynchronisiert                                      | Manuelles Fünfganggetriebe Daimler-Benz G32, vollsynchronisiert                                      | Manuelles Fünfganggetriebe Daimler-Benz G32, vollsynchronisiert                                      | Manuelles Fünfganggetriebe Daimler-Benz G32, vollsynchronisiert                                      |
| Antrieb auf                                   | Hinterräder                                                                                          | Hinterräder                                                                                          | Hinterräder                                                                                          | Hinterräder                                                                                          |
| Reifen                                        | 8,25-20 Super                                                                                        | 8,25-20 Super                                                                                        | 8,25-20 Super                                                                                        | 8,25-20 Super                                                                                        |
| Getriebeübersetzungen                         | 1. Gang: 8,98 2. Gang: 4,769 3. Gang: 2,754 4. Gang: 1,66 5. Gang: 1,00 R. Gang: 8,29                | 1. Gang: 8,98 2. Gang: 4,769 3. Gang: 2,754 4. Gang: 1,66 5. Gang: 1,00 R. Gang: 8,29                | 1. Gang: 8,98 2. Gang: 4,769 3. Gang: 2,754 4. Gang: 1,66 5. Gang: 1,00 R. Gang: 8,29                | 1. Gang: 8,98 2. Gang: 4,769 3. Gang: 2,754 4. Gang: 1,66 5. Gang: 1,00 R. Gang: 8,29                |
| Übersetzung vom Getriebe zur Hinterachse      | 6,857                                                                                                | 6,857                                                                                                | 6,857                                                                                                | 6,857                                                                                                |
| Höchstgeschwindigkeit (km/h)                  | 71,7                                                                                                 | 71,7                                                                                                 | 71,7                                                                                                 | 71,7                                                                                                 |
| Wirksame Gesamtbremsfläche (cm²)              | 2880                                                                                                 | 2880                                                                                                 | 2880                                                                                                 | 2880                                                                                                 |
| Motor                                         | | | | |
| Motortyp                                      | Mercedes-Benz OM 352                                                                                 | Mercedes-Benz OM 352                                                                                 | Mercedes-Benz OM 352                                                                                 | Mercedes-Benz OM 352                                                                                 |
| Motoraufbau                                   | Sechszylinder-Reihen-Viertakt-Dieselmotor                                                            | Sechszylinder-Reihen-Viertakt-Dieselmotor                                                            | Sechszylinder-Reihen-Viertakt-Dieselmotor                                                            | Sechszylinder-Reihen-Viertakt-Dieselmotor                                                            |
| Gemischbildung                                | Direkteinspritzung                                                                                   | Direkteinspritzung                                                                                   | Direkteinspritzung                                                                                   | Direkteinspritzung                                                                                   |
| Ventilsteuerung                               | OHV-Ventilsteuerung, zwei Ventile                                                                    | OHV-Ventilsteuerung, zwei Ventile                                                                    | OHV-Ventilsteuerung, zwei Ventile                                                                    | OHV-Ventilsteuerung, zwei Ventile                                                                    |
| Kühlung                                       | Wasserkühlung                                                                                        | Wasserkühlung                                                                                        | Wasserkühlung                                                                                        | Wasserkühlung                                                                                        |
| Bohrung × Hub                                 | 97 × 128 mm                                                                                          | 97 × 128 mm                                                                                          | 97 × 128 mm                                                                                          | 97 × 128 mm                                                                                          |
| Hubraum                                       | 5675 cm³                                                                                             | 5675 cm³                                                                                             | 5675 cm³                                                                                             | 5675 cm³                                                                                             |
| Nennleistung nach DIN 70020                   | 126 DIN-PS / 93 kW bei 2800 min−1                                                                    | 126 DIN-PS / 93 kW bei 2800 min−1                                                                    | 126 DIN-PS / 93 kW bei 2800 min−1                                                                    | 126 DIN-PS / 93 kW bei 2800 min−1                                                                    |
| Maximales Drehmoment nach DIN 70020           | 36 kpm / 353 Nm bei 1600 min−1                                                                       | 36 kpm / 353 Nm bei 1600 min−1                                                                       | 36 kpm / 353 Nm bei 1600 min−1                                                                       | 36 kpm / 353 Nm bei 1600 min−1                                                                       |
| Mittlere Kolbengeschwindigkeit                | 11,95 m/s                                                                                            | 11,95 m/s                                                                                            | 11,95 m/s                                                                                            | 11,95 m/s                                                                                            |
| Verdichtungsverhältnis                        | 17:1                                                                                                 | 17:1                                                                                                 | 17:1                                                                                                 | 17:1                                                                                                 |
| Einspritzdruck                                | 196 bar                                                                                              | 196 bar                                                                                              | 196 bar                                                                                              | 196 bar                                                                                              |
| Zündfolge                                     | 1-5-3-6-2-4                                                                                          | 1-5-3-6-2-4                                                                                          | 1-5-3-6-2-4                                                                                          | 1-5-3-6-2-4                                                                                          |
| Einlassventil öffnet                          | 29° vor oberem Totpunkt                                                                              | 29° vor oberem Totpunkt                                                                              | 29° vor oberem Totpunkt                                                                              | 29° vor oberem Totpunkt                                                                              |
| Einlassventil schließt                        | 55,9° nach unterem Totpunkt                                                                          | 55,9° nach unterem Totpunkt                                                                          | 55,9° nach unterem Totpunkt                                                                          | 55,9° nach unterem Totpunkt                                                                          |
| Auslassventil öffnet                          | 54° vor unterem Totpunkt                                                                             | 54° vor unterem Totpunkt                                                                             | 54° vor unterem Totpunkt                                                                             | 54° vor unterem Totpunkt                                                                             |
| Auslassventil schließt                        | 20,8° nach oberem Totpunkt                                                                           | 20,8° nach oberem Totpunkt                                                                           | 20,8° nach oberem Totpunkt                                                                           | 20,8° nach oberem Totpunkt                                                                           |
| Motormasse                                    | 410 kg                                                                                               | 410 kg                                                                                               | 410 kg                                                                                               | 410 kg                                                                                               |
| Ölverbrauch (ml/100 km)                       | 250                                                                                                  | 250                                                                                                  | 250                                                                                                  | 250                                                                                                  |
| Kraftstoffverbrauch nach DIN 70030 (l/100 km) | 13,8                                                                                                 | 13,8                                                                                                 | 13,8                                                                                                 | 13,8                                                                                                 |
| Füllmengen                                    | | | | |
| Füllmenge des Kraftstoffbehälters (l)         | 100                                                                                                  | 100                                                                                                  | 100                                                                                                  | 100                                                                                                  |
| Füllmenge der Ölwanne (l)                     | 7–9                                                                                                  | 7–9                                                                                                  | 7–9                                                                                                  | 7–9                                                                                                  |
| Füllmenge des Kühlsystems (l)                 | 24                                                                                                   | 24                                                                                                   | 24                                                                                                   | 24                                                                                                   |
| Füllmenge des Getriebegehäuses (l)            | 3,8                                                                                                  | 3,8                                                                                                  | 3,8                                                                                                  | 3,8                                                                                                  |
| Elektrische Anlage                            | | | | |
| Anlasser                                      | 12-V-Schubankeranlasser Bosch 0001401049 (elektromagnetisch betätigt)                                | 12-V-Schubankeranlasser Bosch 0001401049 (elektromagnetisch betätigt)                                | 12-V-Schubankeranlasser Bosch 0001401049 (elektromagnetisch betätigt)                                | 12-V-Schubankeranlasser Bosch 0001401049 (elektromagnetisch betätigt)                                |
| Lichtmaschine                                 | Bosch LJ/GG 240/12-2400 R16 (12 V, 1240 W) Antrieb über Keilriemen ab Kurbelwellendrehzahl 928 min−1 | Bosch LJ/GG 240/12-2400 R16 (12 V, 1240 W) Antrieb über Keilriemen ab Kurbelwellendrehzahl 928 min−1 | Bosch LJ/GG 240/12-2400 R16 (12 V, 1240 W) Antrieb über Keilriemen ab Kurbelwellendrehzahl 928 min−1 | Bosch LJ/GG 240/12-2400 R16 (12 V, 1240 W) Antrieb über Keilriemen ab Kurbelwellendrehzahl 928 min−1 |
| Batterie                                      | 1 × Bleisäureakkumulator 12 V, 143 Ah                                                                | 1 × Bleisäureakkumulator 12 V, 143 Ah                                                                | 1 × Bleisäureakkumulator 12 V, 143 Ah                                                                | 1 × Bleisäureakkumulator 12 V, 143 Ah                                                                |

### 1980–1984
| Kenngrößen                            | LAF 1113 (LF 16-TS)                                                      |
| Abmessungen und Gewichte              | Abmessungen und Gewichte                                                 |
| ------------------------------------- | ------------------------------------------------------------------------ |
| Radstand (mm)                         | 4200                                                                     |
| Länge (mm)                            | 7700                                                                     |
| Breite (mm)                           | 2480                                                                     |
| Höhe (mm)                             | 3000                                                                     |
| Spurweite vorne (mm)                  | 2020                                                                     |
| Spurweite hinten (mm)                 | 1745                                                                     |
| Bodenfreiheit (mm)                    | 280                                                                      |
| Wendekreisdurchmesser (m)             | 18,6                                                                     |
| Leergewicht (kg)                      | 6220                                                                     |
| Nutzlast (kg)                         | 2770                                                                     |
| Maximal zulässige Gesamtmasse (kg)    | 8990                                                                     |
| Antriebsstrang                        |                                                                          |
| Getriebe                              | Manuelles Fünfganggetriebe, vollsynchronisiert                           |
| Antrieb auf                           | Alle Räder                                                               |
| Reifen                                | 9 R 22,5                                                                 |
| Höchstgeschwindigkeit (km/h)          | 89                                                                       |
| Motor                                 |                                                                          |
| Motortyp                              | Mercedes-Benz OM 352 X                                                   |
| Motoraufbau                           | Sechszylinder-Reihen-Viertakt-Dieselmotor                                |
| Gemischbildung                        | Direkteinspritzung                                                       |
| Ventilsteuerung                       | OHV-Ventilsteuerung, zwei Ventile                                        |
| Kühlung                               | Wasserkühlung                                                            |
| Hubraum                               | 5675 cm³                                                                 |
| Nennleistung                          | 124 kW (168 PS) bei 2800 min−1                                           |
| Drehmoment bei Nenndrehzahl           | 423 Nm bei 2800 min−1                                                    |
| Zündfolge                             | 1-5-3-6-2-4                                                              |
| Kraftstoffverbrauch (l/100 km)        | 28                                                                       |
| Füllmengen                            |                                                                          |
| Füllmenge des Kraftstoffbehälters (l) | 130                                                                      |
| Elektrische Anlage                    |                                                                          |
| Bordnetzspannung                      | 24 V                                                                     |
| Lichtmaschine                         | 28 V, 750 W                                                              |
| Batterie                              | 2 × Bleisäureakkumulator 12 V, 100 Ah                                    |
| Sonstiges                             |                                                                          |
| Aufbau                                | Kofferaufbau mit fünf Gerätefächern und Dachhalterungen                  |
| Feuerlöschkreiselpumpe                | Frontpumpe 24/8 nach DIN 14420, Förderstrom 2400 l bei 8 bar Förderdruck |
| Tragkraftspritze                      | TS 8/8 nach DIN 14420, Förderstrom 800 l bei 8 bar Förderdruck           |